# Eleições legislativas portuguesas de 2011

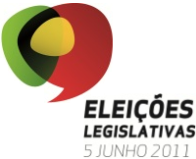
Logótipo oficial da eleição.

As eleições legislativas portuguesas de 2011, também designadas eleições para a Assembleia da República, decorreram no dia 5 de junho de 2011. A data foi definida pelo presidente da República Aníbal Cavaco Silva a 31 de março de 2011.
Estas eleições foram antecipadas após o governo do Partido Socialista (PS), que não tinha a maioria absoluta, ter visto o quarto Programa de Estabilidade e Crescimento (o chamado, PEC IV), um pacote de diversas medidas de austeridade para controlar a crise financeira que o país atravessava, ser chumbado após toda a oposição haver votado contra a sua implementação, levando o primeiro-ministro José Sócrates a pedir a sua demissão. Após a convocação de eleições antecipadas, o governo de José Sócrates assinaria um pedido de resgate ao Fundo Monetário Internacional (FMI), à União Europeia (UE) e ao Banco Central Europeu (BCE) no valor de 78 mil milhões de euros. Ao governo do PS, juntaram-se na assinatura do pedido de resgate o Partido Social Democrata (PPD/PSD) e o CDS – Partido Popular (CDS–PP).
Numas eleições marcadas por uma forte abstenção (superior a 40%, pela primeira vez na história), o PPD/PSD, presidido por Pedro Passos Coelho, obteve uma vitória incontestável ao alcançar 38,7% dos votos e 108 deputados. O PPD/PSD venceu em 19 dos 22 círculos eleitorais, incluindo em distritos como Porto, Lisboa, Coimbra e Castelo Branco onde já não vencia desde 1991. Apesar da vitória folgada, o PPD/PSD não obteve uma maioria absoluta, tendo, no entanto, conseguido formar um governo de coligação pós-eleitoral com o CDS–PP, que voltaria a obter um excelente resultado. O CDS–PP, de Paulo Portas, cresceu novamente e obteve mais de 11% e 24 deputados, o seu melhor resultado eleitoral desde 1983.
O PS, que se manteve com José Sócrates como secretário-geral, teve o seu pior resultado eleitoral desde 1987 (o ano da aparição do Partido Renovador Democrático) e pela primeira vez desde 1991 ficou abaixo dos 30%, ao conseguir apenas 28,1% dos votos e 74 deputados. Os socialistas apenas venceram nos círculos de Beja, Évora e Setúbal e viram-se completamente arrasados em muitos dos seus bastiões como Castelo Branco, Coimbra ou Portalegre. A dimensão da derrota levou José Sócrates a apresentar a sua demissão como secretário-geral na própria noite eleitoral.
À esquerda do PS, os resultados foram mistos. A CDU – Coligação Democrática Unitária (PCP–PEV), entre o Partido Comunista Português (PCP) e o Partido Ecologista "Os Verdes" (PEV), continuou o seu percurso de ligeira ascensão iniciada em 2005 e voltou a eleger mais um deputado, neste caso pelo distrito de Faro, algo que não acontecia desde 1987. Quanto ao Bloco de Esquerda (B.E.), o partido foi um dos grandes derrotados da noite a par do PS ao perder metade do eleitorado e dos deputados que havia granjeado em 2009 ao ficar-se pelos 5,2% e oito deputados.
Por fim, de destacar os resultados do histórico Partido Comunista dos Trabalhadores Portugueses (PCTP/MRPP) e do recém-formado Partido pelos Animais e pela Natureza (PAN) que falharam ambos por pouco a eleição de um deputado no círculo de Lisboa.

## Partidos candidatos
| Partido | Partido                                                                                             | Partido   | Líder                  | Ideologia                                   | Espectro                    | Círculos eleitorais                                                                                            | Notas |
| ------- | --------------------------------------------------------------------------------------------------- | --------- | ---------------------- | ------------------------------------------- | --------------------------- | --- | ----- |
|         | Bloco de Esquerda                                                                                   | B.E.      | Francisco Louçã        | Socialismo democrático Trotskismo           | Esquerda                    | Todos |       |
|         | CDS – Partido Popular                                                                               | CDS–PP    | Paulo Portas           | Democracia cristã Populismo                 | Centro-direita a direita    | Todos |       |
|         | CDU – Coligação Democrática Unitária - Partido Comunista Português - Partido Ecologista "Os Verdes" | PCP-PEV   | Jerónimo de Sousa      | Comunismo Ecossocialismo                    | Esquerda a extrema-esquerda | Todos | a)    |
|         | Movimento Esperança Portugal                                                                        | MEP       | Rui Marques            | Centrismo Liberalismo                       | Centro                      | Todos |       |
|         | Partido da Terra                                                                                    | MPT       | Pedro Quartin Graça    | Política verde Ecocapitalismo               | Centro-direita              | Todos |       |
|         | Partido pelos Animais e pela Natureza                                                               | PAN       | Paulo Borges           | Ambientalismo Humanismo                     | Centro                      | Todos, exceto Bragança e Fora da Europa                                                                        |       |
|         | Partido Comunista dos Trabalhadores Portugueses                                                     | PCTP/MRPP | António Garcia Pereira | Comunismo Maoísmo                           | Extrema-esquerda            | Todos |       |
|         | Partido Democrático do Atlântico                                                                    | PDA       | Manuel Costa           | Autodeterminação Populismo                  | Sincrético                  | Aveiro, Braga, Bragança, Guarda, Porto, Viana do Castelo, Vila Real, Viseu e Açores                            |       |
|         | Partido Humanista                                                                                   | P.H.      | Maria Vitor Mota       | Humanismo Pacifismo                         | Centro                      | Beja, Bragança, Évora, Lisboa, Portalegre, Porto, Europa e Fora da Europa                                      |       |
|         | Nova Democracia                                                                                     | PND       | Joel Viana             | Conservadorismo liberal Euroceticismo       | Direita                     | Braga, Coimbra, Lisboa, Porto, Santarém, Setúbal, Madeira, Europa e Fora da Europa                             |       |
|         | Partido Nacional Renovador                                                                          | P.N.R.    | José Pinto Coelho      | Nacionalismo português Terceira posição     | Extrema-direita             | Todos |       |
|         | Partido Operário de Unidade Socialista                                                              | POUS      | Carmelinda Pereira     | Socialismo Trotskismo                       | Extrema-esquerda            | Braga, Faro, Leiria, Lisboa, Portalegre, Porto, Santarém e Setúbal                                             |       |
|         | Partido Popular Monárquico                                                                          | PPM       | Paulo Estêvão          | Monarquismo constitucional Centrismo        | Centro                      | Todos |       |
|         | Portugal pro Vida                                                                                   | PPV       | Luís Botelho Ribeiro   | Doutrina social da Igreja Política pró-vida | Direita                     | Aveiro, Braga, Castelo Branco, Coimbra, Évora, Faro, Guarda, Leiria, Lisboa, Porto, Setúbal e Viana do Castelo |       |
|         | Partido Socialista                                                                                  | PS        | José Sócrates          | Social-democracia Liberalismo social        | Centro-esquerda             | Todos |       |
|         | Partido Social Democrata                                                                            | PPD/PSD   | Pedro Passos Coelho    | Conservadorismo liberal Liberalismo         | Centro-direita              | Todos |       |
|         | Partido Trabalhista Português                                                                       | PTP       | Amândio Madaleno       | Socialismo democrático Trabalhismo          | Centro-esquerda             | Todos exceto Faro, Viana do Castelo e Fora da Europa                                                           |       |

a) Coligação permanente entre o Partido Comunista Português (PCP), o Partido Ecologista "Os Verdes" (PEV) e incluindo membros da associação política Intervenção Democrática (ID).

## Distribuição de deputados por círculo eleitoral
A seguinte tabela contém o número de deputados que cada círculo eleitoral pôde eleger.
| Círculo eleitoral | Total de deputados | Eleitores |
| ----------------- | ------------------ | --------- |
| Aveiro            | 16                 | 651 230   |
| Beja              | 3                  | 135 724   |
| Braga             | 19                 | 774 995   |
| Bragança          | 3                  | 153 902   |
| Castelo Branco    | 4                  | 190 981   |
| Coimbra           | 9 (-1)             | 395 075   |
| Évora             | 3                  | 145 894   |
| Faro              | 9 (+1)             | 360 068   |
| Guarda            | 4                  | 172 391   |
| Leiria            | 10                 | 424 758   |
| Lisboa            | 47                 | 1 878 702 |
| Portalegre        | 2                  | 106 443   |
| Porto             | 39                 | 1 570 154 |
| Santarém          | 10                 | 402 350   |
| Setúbal           | 17                 | 711 089   |
| Viana do Castelo  | 6                  | 257 039   |
| Vila Real         | 5                  | 235 536   |
| Viseu             | 9                  | 381 601   |
| Açores            | 5                  | 222 095   |
| Madeira           | 6                  | 255 867   |
| Europa            | 2                  | 75 114    |
| Fora da Europa    | 2                  | 120 068   |
| Total             | 230                | 9 621 076 |

## Cabeças de lista por círculo eleitoral
| Círculo eleitoral | PS                   | PPD/PSD                  | CDS–PP                | B.E.                   | PCP–PEV                    | PTP                                | PCTP/MRPP         | MEP                     | PND                     | PPM                       | P.N.R.                 | PPV                    | MPT                       | P.H.             | POUS               | PDA              | PAN                  |
| Aveiro            | Helena André         | António Couto dos Santos | Paulo Portas          | Pedro Filipe Soares    | Miguel Viegas              | Luis Bravo                         | José Rebocho      | Celina Rodrigues        | ——                      | Rui Santos                | José Henriques         | Bruno Cardoso          | Daniel Santos             | ——               | ——                 | Dénis Sousa      | Filipe Cayolla       |
| Beja              | Luís Pita Ameixa     | Carlos Moedas            | José Ghira            | Dinis Cortes           | João Augusto Ramos         | Manuel Contreiras                  | João Preguiça     | Ana Silva               | ——                      | António Carneiro          | António Malacão        | ——                     | Catarina Alves Martins    | Natacha Mota     | ——                 | ——               | Ana Costa            |
| Braga             | António José Seguro  | Miguel Macedo            | Telmo Correia         | Pedro Soares           | Agostinho Lopes            | Ilda Dias                          | Domingos Torres   | Jorge Sousa             | Mesquita Fernandes      | Manuel Beninger           | Hugo Barbosa           | Leonardo Silva         | Ana Isabel                | ——               | Daniel Gatoeiro    | José Cordeiro    | Felisbela Gonçalves  |
| Bragança          | Mota Andrade         | Francisco José Viegas    | Nuno Sousa            | Liliana Fernandes      | Manuela Cunha              | Tarcísio Augusto                   | Alfredo Gonçalves | Miguel Santos           | ——                      | Maria Isabel Correia      | Catarina Calvário      | ——                     | Paulo Trancoso            | Alice Ribeiro    | ——                 | Nuno Lopes       | ——                   |
| Castelo Branco    | José Sócrates        | Carlos Costa Neves       | Maria Celeste Capelo  | Fernando Pinto Proença | Vítor Manuel Silva         | António Pombo                      | Rui Duarte        | Gonçalo Pinto           | ——                      | Pedro Martins             | João Coutinho          | Vera Coelho            | Germano Fernandes         | ——               | ——                 | ——               | Teresa Correia       |
| Coimbra           | Ana Jorge            | José Manuel Canavarro    | João Serpa Oliva      | José Manuel Pureza     | Manuel Pires da Rocha      | José Vilela                        | Manuel Rocha      | Pedro Góis              | Miguel Costa Marques    | Miguel Queiroz            | Vítor Ramalho          | Vasco Ribeiro          | António Freitas Arruda    | ——               | ——                 | ——               | Florbela Castanheira |
| Évora             | Carlos Zorrinho      | Pedro Lynce              | André Assis           | Miguel Sampaio         | João Oliveira              | Emílio Ramos                       | José Mestre       | Pedro Machado           | ——                      | Vasco Câmara Pereira      | Andreia Peleja         | Luísa Fadista          | Vasco Santos              | Filipe Braga     | ——                 | ——               | Carlos Ramos         |
| Faro              | João Soares          | José Mendes Bota         | Artur Rego            | Cecília Honório        | Paulo Sá                   | ——                                 | António Gamboa    | Isabel Carvalho         | ——                      | José Santiago             | Rui Roque              | Maria das Dores Folque | Paulo Rosário Dias        | ——               | Maria Isabel Pires | ——               | Marta Correia        |
| Guarda            | Paulo Campos         | Manuel Meirinho          | Emília Bento          | António Baptista       | José Pedro Branco          | Laureana Pombo                     | Leopoldo Nunes    | Miguel Oliveira         | ——                      | Luís Correia              | Nuno Carvalhana        | Carlos Nunes           | Adelino Fonseca Ferreira  | ——               | ——                 | Pedro Pereira    | Eduardo Ribeiro      |
| Leiria            | Basílio Horta        | Teresa Morais            | Assunção Cristas      | Heitor de Sousa        | Ana Rita Carvalhais        | Elsa Carvalheiro                   | Carlos Campos     | Rui Silva               | ——                      | Vitor Marques             | João Pedro Amaral      | Rodrigo Castro         | Marco Quelhas             | ——               | Aires Rodrigues    | ——               | António Caldeira     |
| Lisboa            | Ferro Rodrigues      | Fernando Nobre           | Teresa Caeiro         | Francisco Louçã        | Jerónimo de Sousa          | Amândio Madaleno                   | Garcia Pereira    | Rui Marques             | João Carvalho Fernandes | Aline Gallasch Hall       | José Pinto Coelho      | Luís Botelho Ribeiro   | Pedro Quartin Graça       | Manuela Magno    | Carmelinda Pereira | ——               | Paulo Borges         |
| Portalegre        | Pedro Marques        | Cristovão Crespo         | Paulo Caetano         | Paulo Cardoso          | Luísa Maria Araújo         | Margarida Espadinha                | José Nobre        | Alberto Rebola          | ——                      | Rui Pedras                | Joaquim Santos         | ——                     | Maria João Dimas Nogueira | Manuel Afonso    | Joaquim Castanho   | ——               | António Faria        |
| Porto             | Francisco Assis      | José Pedro Aguiar-Branco | José Ribeiro e Castro | João Semedo            | José Honório Novo          | Paulo Reis                         | João Pinto        | Sebastião Pinto         | Nuno Matos de Almeida   | Paulo Alves               | Sebastião Sousa Pinto  | Hélder Sousa           | John Rosas Baker          | Maria Vítor Mota | Joaquim Pagarete   | Pedro Batista    | José Ribeiro         |
| Santarém          | António Serrano      | Miguel Relvas            | Filipe Lobo d'Ávila   | José Gusmão            | António Filipe Rodrigues   | Joaquim de Jesus Magalhães Fonseca | Orlando Alves     | Luís Jacinto            | Sérgio Pina             | Valdemar Almeida          | Humberto Oliveira      | ——                     | Eduardo Santana           | ——               | Carlos Melo        | ——               | Pedro Sena           |
| Setúbal           | José Vieira da Silva | Maria Luís Albuquerque   | Nuno Magalhães        | Mariana Aiveca         | Francisco Lopes            | José Manuel Rosa Pires Garvanita   | Domingos Bulhão   | Pedro Almeida           | Maria Celeste Pinto     | José Andrade              | João Patrocínio        | Paulo Rosa             | Fernando Correia Marques  | ——               | António Serra      | ——               | Célia Silva          |
| Viana do Castelo  | Fernando Medina      | Carlos Abreu Amorim      | Abel Batista          | Jorge Teixeira         | Ilda Figueiredo            | ——                                 | Sérgio Felgueiras | José Lino               | ——                      | Júlio Domingues           | Luís Suequeira         | João Cruz              | José Aníbal Marinho Gomes | ——               | ——                 | José Alves       | Fátima Mano          |
| Vila Real         | Pedro Silva Pereira  | Pedro Passos Coelho      | Joana Rapazote        | Irina Castro           | Manuel Justino Cunha       | António Sousa                      | João Rodrigues    | Rui Martins             | ——                      | Manuel Sampayo            | Lucena Pinto           | ——                     | Maria de Lurdes Ribeiro   | ——               | ——                 | António Bernardo | António Santos       |
| Viseu             | José Junqueiro       | Almeida Henriques        | Hélder Amaral         | Rui Lopes              | Manuel Rodrigues           | José Pinto                         | Fernando Pereira  | João Silva              | ——                      | Luís Sampayo              | Abel Boavida           | ——                     | António Laires            | ——               | ——                 | Eurípides Costa  | António Pinto        |
| Açores            | Ricardo Rodrigues    | Mota Amaral              | Artur Lima            | José Cascalho          | José Decq Mota             | Nuno Augusto                       | Pedro Pacheco     | Nuno Frazão             | ——                      | Paulo Estêvão             | Roque Almeida          | ——                     | Manuel Moniz              | ——               | ——                 | Manuel Costa     | Luís Filipe Borges   |
| Madeira           | Jacinto Serrão       | Alberto João Jardim      | José Manuel Rodrigues | Roberto Almada         | Edgar Silva                | José Manuel Coelho                 | Filomena Silva    | João Bastos             | Hélder Spínola          | Vanda Raimundo            | Pedro Frade            | ——                     | João Isidoro              | ——               | ——                 | ——               | Rui Almeida          |
| Europa            | Paulo Pisco          | Carlos Gonçalves         | Isaías Afonso         | Cristina Semblano      | Maria da Encarnação Galvão | Gonçalo Castro                     | Sandra Raimundo   | Vanda Santos            | Márcio Amaro            | Frederico Carvalho        | Alexandra Ginja        | ——                     | António Ferro             | Fabiana Lage     | ——                 | ——               | Inês Sousa Real      |
| Fora da Europa    | Carolina Almeida     | José Cesário             | Augusto Cymbron       | Gustavo Behr           | Maria Helena Cunha         | ——                                 | Francisco Nicolau | Maria de Sá da Bandeira | Eduardo Welsh           | Gonçalo da Câmara Pereira | José Miguel Encarnação | ——                     | Maguiline Figueira        | Wendy Ferreira   | ——                 | ——               | ——                   |

↑(b)  – os partidos estão ordenados pelos resultados das eleições legislativas de 2009(MPT e P.H. – concorreram coligados; PDA – não concorreu; PAN – partido novo)

## Debates
Mais uma vez se levantou a polémica da isenção por parte da comunicação social, já que os partidos sem assento parlamentar estariam novamente a ser discriminados relativamente aos que estavam representados na Assembleia da Republica, embora já mais que por uma vez entidades reguladoras houvessem advertido que não deveriam ocultar outras opiniões.
Numa decisão do Tribunal de Oeiras, no seguimento de uma providência cautelar apresentada por António Garcia Pereira, membro do Comité Central do PCTP/MRPP, as televisões generalistas ficaram obrigadas a realizar debates entre este partido e todos os outros até ao final da campanha eleitoral. Na sequência da decisão, as televisões tentaram organizar a gravação dos referidos debates. Dos partidos com assento parlamentar, somente a CDU acedeu a tais debates, para além de oito dos restantes partidos sem representação parlamentar. Na data agendada para as gravações Garcia Pereira não compareceu, por pretender debates em direto, alegando que a proposta das televisões era "tão engenhosa como legalmente inadmissível tentativa de boicote e de revogação da sentença judicial".
Após ter sido dada razão a uma outra providência cautelar apresentada pelo Movimento Esperança Portugal (MEP) no mesmo tribunal de Oeiras, ficou agendada a apresentação de oito debates deste partido com o Partido Democrático do Atlântico (PDA), Partido Humanista (P.H.), Partido da Terra (MPT), Partido Popular Monárquico (PPM), Partido Trabalhista Português (PTP), Portugal pro Vida (PPV), Partido Operário de Unidade Socialista (POUS) e Partido pelos Animais e pela Natureza (PAN). Os debates pré-gravados passaram simultaneamente entre as 20:55 e as 21:15 de quinta e sexta-feira nos quatro canais generalistas.

### Debates entre partidos com assento parlamentar
| Debates entre partidos com assento parlamentar | Debates entre partidos com assento parlamentar | Debates entre partidos com assento parlamentar | Debates entre partidos com assento parlamentar | Debates entre partidos com assento parlamentar | Debates entre partidos com assento parlamentar | Debates entre partidos com assento parlamentar | Debates entre partidos com assento parlamentar | Debates entre partidos com assento parlamentar | Debates entre partidos com assento parlamentar |        |   |          |        |         |
| Data                                           | Estação televisiva                             | Moderador(es)                                  | Nome Presente A Ausente N Não Convidado        | Nome Presente A Ausente N Não Convidado        | Nome Presente A Ausente N Não Convidado        | Nome Presente A Ausente N Não Convidado        | Nome Presente A Ausente N Não Convidado        | Nome Presente A Ausente N Não Convidado        | Refs                                           |        |   |          |        |         |
| Data                                           | Estação televisiva                             | Moderador(es)                                  | PS                                             | PPD/PSD                                        | CDS–PP                                         | B.E.                                           | PCP–PEV                                        | Audiências                                     | Refs                                           |        |   |          |        |         |
| ---------------------------------------------- | ---------------------------------------------- | ---------------------------------------------- | ---------------------------------------------- | ---------------------------------------------- | ---------------------------------------------- | ---------------------------------------------- | ---------------------------------------------- | ---------------------------------------------- | ---------------------------------------------- | ------ | - | -------- | ------ | ------- |
| Data                                           | Estação televisiva                             | Moderador(es)                                  | 6 de maio                                      | RTP1                                           | Vítor Gonçalves                                | N                                              | N                                              | Audiências                                     | Refs                                           | Portas | N | Jerónimo | [ 20 ] | 910 800 |
| 9 de maio                                      | TVI                                            | Judite Sousa                                   | Sócrates                                       | N                                              | Portas                                         | N                                              | N                                              | [ 20 ]                                         | 1 483 298                                      |        |   |          |        |         |
| 10 de maio                                     | TVI                                            | Judite Sousa                                   | N                                              | Passos Coelho                                  | N                                              | N                                              | Jerónimo                                       | [ 20 ]                                         | 970 748                                        |        |   |          |        |         |
| 11 de maio                                     | SIC                                            | Clara de Sousa                                 | Sócrates                                       | N                                              | N                                              | Louçã                                          | N                                              | [ 20 ]                                         | 1 140 000                                      |        |   |          |        |         |
| 12 de maio                                     | RTP1                                           | Vítor Gonçalves                                | N                                              | N                                              | N                                              | Louçã                                          | Jerónimo                                       | [ 20 ]                                         | 894 000                                        |        |   |          |        |         |
| 13 de maio                                     | SIC                                            | Clara de Sousa                                 | N                                              | Passos Coelho                                  | Portas                                         | N                                              | N                                              | [ 20 ]                                         | 887 369                                        |        |   |          |        |         |
| 16 de maio                                     | SIC                                            | Clara de Sousa                                 | Sócrates                                       | N                                              | N                                              | N                                              | Jerónimo                                       | [ 20 ]                                         | 920 620                                        |        |   |          |        |         |
| 17 de maio                                     | TVI                                            | Judite Sousa                                   | N                                              | Passos Coelho                                  | N                                              | Louçã                                          | N                                              | [ 20 ]                                         | 1 010 995                                      |        |   |          |        |         |
| 19 de maio                                     | SIC                                            | Clara de Sousa                                 | N                                              | N                                              | Portas                                         | Louçã                                          | N                                              | [ 20 ]                                         | 1 015 615                                      |        |   |          |        |         |
| 20 de maio                                     | RTP1                                           | Vítor Gonçalves                                | Sócrates                                       | Passos Coelho                                  | N                                              | N                                              | N                                              | [ 20 ]                                         | 1 584 500                                      |        |   |          |        |         |

### Debates entre partidos sem assento parlamentar
| Debates entre partidos sem assento parlamentar | Debates entre partidos sem assento parlamentar | Debates entre partidos sem assento parlamentar | Debates entre partidos sem assento parlamentar | Debates entre partidos sem assento parlamentar | Debates entre partidos sem assento parlamentar | Debates entre partidos sem assento parlamentar | Debates entre partidos sem assento parlamentar | Debates entre partidos sem assento parlamentar | Debates entre partidos sem assento parlamentar | Debates entre partidos sem assento parlamentar | Debates entre partidos sem assento parlamentar | Debates entre partidos sem assento parlamentar | Debates entre partidos sem assento parlamentar | Debates entre partidos sem assento parlamentar | Debates entre partidos sem assento parlamentar |   |   |   |  |  |
| Data                                           | Estação televisiva                             | Moderador(es)                                  | Nome Presente A Ausente N Não Convidado        | Nome Presente A Ausente N Não Convidado        | Nome Presente A Ausente N Não Convidado        | Nome Presente A Ausente N Não Convidado        | Nome Presente A Ausente N Não Convidado        | Nome Presente A Ausente N Não Convidado        | Nome Presente A Ausente N Não Convidado        | Nome Presente A Ausente N Não Convidado        | Nome Presente A Ausente N Não Convidado        | Nome Presente A Ausente N Não Convidado        | Nome Presente A Ausente N Não Convidado        | Nome Presente A Ausente N Não Convidado        | Audiências                                     |   |   |   |  |  |
| Data                                           | Estação televisiva                             | Moderador(es)                                  | PCTP/MRPP                                      | MEP                                            | MPT                                            | P.N.R.                                         | PTP                                            | PPM                                            | PAN                                            | PDA                                            | P.H.                                           | PPV                                            | POUS                                           | Refs                                           | Audiências                                     |   |   |   |  |  |
| ---------------------------------------------- | ---------------------------------------------- | ---------------------------------------------- | ---------------------------------------------- | ---------------------------------------------- | ---------------------------------------------- | ---------------------------------------------- | ---------------------------------------------- | ---------------------------------------------- | ---------------------------------------------- | ---------------------------------------------- | ---------------------------------------------- | ---------------------------------------------- | ---------------------------------------------- | ---------------------------------------------- | ---------------------------------------------- | - | - | - |  |  |
| Data                                           | Estação televisiva                             | Moderador(es)                                  | 19 de maio                                     | RTP1                                           | Sandra Sousa                                   | Garcia Pereira                                 | Marques                                        | Graça                                          | Pinto Coelho                                   | Manuel Coelho                                  | Estêvão                                        | Borges                                         | N                                              | Refs                                           | Audiências                                     | N | N | N |  |  |
| 2 de junho                                     | RTP1                                           | Vítor Gonçalves                                | N                                              | Marques                                        | N                                              | N                                              | N                                              | N                                              | N                                              | Baptista                                       | N                                              | N                                              | N                                              |                                                |                                                |   |   |   |  |  |
| 2 de junho                                     | RTP2                                           | Vítor Gonçalves                                | N                                              | Marques                                        | N                                              | N                                              | N                                              | N                                              | N                                              | N                                              | Magno                                          | N                                              | N                                              |                                                |                                                |   |   |   |  |  |
| 2 de junho                                     | SIC                                            | Clara de Sousa                                 | N                                              | Marques                                        | Graça                                          | N                                              | N                                              | N                                              | N                                              | N                                              | N                                              | N                                              | N                                              |                                                |                                                |   |   |   |  |  |
| 2 de junho                                     | TVI                                            | José Alberto Carvalho                          | N                                              | Marques                                        | N                                              | N                                              | N                                              | Estêvão                                        | N                                              | N                                              | N                                              | N                                              | N                                              |                                                |                                                |   |   |   |  |  |
| 3 de junho                                     | RTP1                                           | Vítor Gonçalves                                | N                                              | Marques                                        | N                                              | N                                              | Madaleno                                       | N                                              | N                                              | N                                              | N                                              | N                                              | N                                              |                                                |                                                |   |   |   |  |  |
| 3 de junho                                     | RTP2                                           | Vítor Gonçalves                                | N                                              | Marques                                        | N                                              | N                                              | N                                              | N                                              | N                                              | N                                              | N                                              | Botelho Ribeiro                                | N                                              |                                                |                                                |   |   |   |  |  |
| 3 de junho                                     | SIC                                            | Clara de Sousa                                 | N                                              | Marques                                        | N                                              | N                                              | N                                              | N                                              | N                                              | N                                              | N                                              | N                                              | Pereira                                        |                                                |                                                |   |   |   |  |  |
| 3 de junho                                     | TVI                                            | José Alberto Carvalho                          | N                                              | Marques                                        | N                                              | N                                              | N                                              | N                                              | Borges                                         | N                                              | N                                              | N                                              | N                                              |                                                |                                                |   |   |   |  |  |

## Sondagens
A seguinte tabela mostra as sondagens de opinião realizadas sobre a intenção de voto dos portugueses antes das eleições e no dia das eleições (sondagem à boca das urnas). Apenas estão listados os partidos que estavam à altura representados na Assembleia da República. Inclui-se também o resultado das eleições legislativas de 2009 para referência.
| Data de divulgação | Instituto             | PS         | PPD/PSD     | CDS–PP     | B.E.       | PCP–PEV    | Indecisos, outros, e inválidos | Margem de erro | Data de recolha   | N.º de entrevistas / técnica válidas |
| ------------------ | --------------------- | ---------- | ----------- | ---------- | ---------- | ---------- | ------------------------------ | -------------- | ----------------- | ------------------------------------ |
| Eleições 2009      | n/a                   | 36,6% (97) | 29,1% (81)  | 10,4% (21) | 9,8% (16)  | 7,9% (15)  | 6,2%                           | n/a            | n/a               | n/a                                  |
| 2010 (março)       | Eurosondagem          | 36,9% (91) | 26,2% (63)  | 14,8% (36) | 8,8% (21)  | 8,4% (19)  | 4,9%                           | n/a            | n/a               | n/a                                  |
| 2010-03-13         | n/a                   | 41% (106)  | 33% (90)    | 10% (18)   | 6% (8)     | 6% (8)     | 4%                             | n/a            | n/a               | n/a                                  |
| 2010-05-21         | Marktest              | 27,6% (72) | 43,9% (120) | 7,5% (13)  | 7,7% (14)  | 7,1% (11)  | 6,2%                           | n/a            | 18-20 maio        | 804 / entrevistas                    |
| 2010-06-07         | Aximage               | 32,8% (79) | 33,9% (82)  | 7,9% (19)  | 10,4% (25) | 10,6% (25) | 4,3%                           | n/a            | n/a               | n/a                                  |
| 2010-06-08         | Eurosondagem          | 34,8% (84) | 34,9% (85)  | 10,1% (24) | 7,7% (19)  | 7,6% (18)  | 4,9%                           | n/a            | n/a               | n/a                                  |
| 2010-06-20         | Marktest              | 24,1% (59) | 47,7% (117) | 6,9% (17)  | 8,9% (22)  | 6,0% (15)  | 6,4%                           | n/a            | n/a               | n/a                                  |
| 2010-06-21         | Universidade Católica | 34% (84)   | 37% (91)    | 6% (15)    | 6% (15)    | 10% (25)   | 7%                             | n/a            | n/a               | n/a                                  |
| 2010-06-26         | Marktest              | 24,0% (59) | 48,0% (117) | 7,0% (17)  | 6,0% (15)  | 9,0% (22)  | 6,0%                           | n/a            | 23-25 junho       | 804 / entrevistas                    |
| 2010-07-04         | Aximage               | 32,3% (77) | 36,8% (89)  | 7,1% (17)  | 8,6% (21)  | 11,0% (26) | 4,2%                           | n/a            | n/a               | n/a                                  |
| 2010-07-06         | Eurosondagem          | 33,7% (82) | 36,1% (87)  | 9,6% (23)  | 7,7% (19)  | 8,0% (19)  | 4,9%                           | n/a            | n/a               | n/a                                  |
| 2010-07-11         | Euroexpansão          | 31,6% (82) | 41,0% (105) | 3,8% (10)  | 6,6% (17)  | 6,3% (16)  | 10,6%                          | n/a            | n/a               | n/a                                  |
| 2010-07-19         | Intercampus           | 34,4% (80) | 39,2% (93)  | 5,9% (14)  | 9,0% (21)  | 9,5% (22)  | 2,0%                           | n/a            | n/a               | n/a                                  |
| 2010-07-26         | Marktest              | 27,6% (67) | 43,9% (109) | 7,5% (18)  | 7,7% (19)  | 7,1% (17)  | 6,2%                           | n/a            | n/a               | n/a                                  |
| 2010-08-02         | Eurosondagem          | 35,0% (84) | 36,0% (86)  | 9,1% (22)  | 7,2% (18)  | 8,1% (20)  | 4,8%                           | n/a            | n/a               | n/a                                  |
| 2010-09-07         | Eurosondagem          | 36,0% (87) | 35,7% (86)  | 8,5% (21)  | 7,1% (17)  | 7,7% (19)  | 5,0%                           | n/a            | n/a               | n/a                                  |
| 2010-09-09         | Aximage               | 35,5% (85) | 33,8% (82)  | 8,3% (20)  | 8,7% (21)  | 9,0% (22)  | 4,6%                           | n/a            | n/a               | n/a                                  |
| 2010-09-17         | Marktest              | 35,7% (88) | 38,0% (95)  | 6,7% (16)  | 6,5% (16)  | 6,5% (16)  | 6,6%                           | n/a            | n/a               | n/a                                  |
| 2010-10-04         | Aximage               | 33,7% (83) | 32,7% (79)  | 10,9% (26) | 9,2% (22)  | 8,1% (20)  | 5,4%                           | n/a            | n/a               | n/a                                  |
| 2010-10-07         | Intercampus           | 32,0% (76) | 35,2% (83)  | 9,1% (21)  | 10,6% (24) | 11,1% (26) | 2,0%                           | 3,97%          | 4-6 outubro       | 609 / entrevistas                    |
| 2010-10-12         | Eurosondagem          | 35,2% (86) | 35,2% (86)  | 8,0% (19)  | 7,8% (19)  | 8,4% (20)  | 5,2%                           | n/a            | n/a               | n/a                                  |
| 2010-10-15         | Intercampus           | 30,1% (70) | 41,6% (97)  | 7,7% (18)  | 10,7% (25) | 8,8% (20)  | 1,1%                           | n/a            | n/a               | n/a                                  |
| 2010-10-17         | Intercampus           | 30,5% (71) | 39,2% (92)  | 8,5% (20)  | 11,0% (25) | 9,7% (22)  | 1,0%                           | n/a            | n/a               | n/a                                  |
| 2010-10-17         | Marktest              | 25,1%(62)  | 42,0% (102) | 9,8% (24)  | 8,1% (20)  | 8,3% (20)  | 6,7%                           | n/a            | n/a               | n/a                                  |
| 2010-10-28         | Universidade Católica | 26%(69)    | 40% (112)   | 7% (14)    | 12% (20)   | 8% (15)    | 7%                             | n/a            | n/a               | n/a                                  |
| 2010-10-29         | Aximage               | 28,0%(68)  | 37,2% (92)  | 9,6% (28)  | 8,9% (21)  | 10,4% (26) | 5,8%                           | n/a            | n/a               | n/a                                  |
| 2010-11-08         | Aximage               | 26,5% (72) | 35,2% (101) | 9,1% (20)  | 8,4% (16)  | 9,8% (21)  | 11,0%                          | n/a            | 5-7 dezembro      | 600 / telefone (fixo)                |
| 2010-11-12         | Eurosondagem          | 30,0% (79) | 37,0% (101) | 9,3% (18)  | 9,1% (17)  | 8,8% (15)  | 5,8%                           | n/a            | n/a               | n/a                                  |
| 2010-11-18         | Intercampus           | 30,5%(71)  | 39,2% (92)  | 8,5% (20)  | 11,0% (25) | 9,7% (22)  | 1,1%                           | 3,97%          | 12-12 novembro    | 609 / entrevistas                    |
| 2010-11-19         | Marktest              | 26,9% (66) | 44,3% (110) | 6,9% (17)  | 8,7% (21)  | 6,7% (16)  | 6,5%                           | n/a            | n/a               | n/a                                  |
| 2010-12-09         | Aximage               | 28,0% (68) | 41,0% (101) | 9,1% (22)  | 7,6% (18)  | 8,7% (21)  | 5,6%                           | n/a            | n/a               | n/a                                  |
| 2010-12-11         | Eurosondagem          | 30,2% (74) | 36,2% (89)  | 9,7% (24)  | 9,3% (23)  | 8,4% (20)  | 6,1%                           | n/a            | n/a               | n/a                                  |
| 2010-12-18         | Aximage               | 27,2% (72) | 39,8% (112) | 8,8% (18)  | 7,4% (12)  | 8,4% (16)  | 8,4%                           | n/a            | n/a               | n/a                                  |
| 2010-12-23         | Intercampus           | 30,1% (77) | 41,6% (112) | 7,7% (13)  | 10,7% (15) | 8,8% (13)  | 1,1%                           | n/a            | 10-15 dezembro    | n/a                                  |
| 2011-01-04         | Aximage               | 25,4% (69) | 38,3% (109) | 8,8% (19)  | 7,5% (13)  | 9,9% (20)  | 10,1%                          | n/a            | 10-15 dezembro    | n/a                                  |
| 2011-01-06         | Aximage               | 26,6% (65) | 40,1% (98)  | 9,2% (22)  | 7,9% (19)  | 10,4% (26) | 5,9%                           | n/a            | n/a               | n/a                                  |
| 2011-01-11         | Eurosondagem          | 29,7% (72) | 37,2% (91)  | 10,1% (24) | 9,0% (22)  | 8,7% (21)  | 5,3%                           | n/a            | n/a               | n/a                                  |
| 2011-01-16         | Marktest              | 26,3% (64) | 46,1% (115) | 7,0% (17)  | 6,0% (15)  | 7,8% (19)  | 6,8%                           | n/a            | n/a               | n/a                                  |
| 2011-01-23         | Intercampus           | 30,8% (84) | 36,8% (104) | 5,8% (13)  | 7,3% (15)  | 7,1% (14)  | 12,2%                          | n/a            | 16-19 janeiro     | n/a                                  |
| 2011-01-24         | Eurosondagem          | 30,3% (74) | 37,4% (90)  | 9,5% (23)  | 9,4% (23)  | 8,4% (20)  | 5,0%                           | 2,49%          | 19-21 janeiro     | 1 548 / telefone (fixo)              |
| 2011-02-04         | Aximage               | 27,8% (69) | 39,1% (96)  | 9,8% (25)  | 6,7% (16)  | 9,6% (24)  | 6,0%                           | n/a            | n/a               | n/a                                  |
| 2011-02-11         | Eurosondagem          | 29,3% (77) | 36,3% (102) | 10,2% (19) | 9,5% (16)  | 9,2% (16)  | 5,5%                           | 3,06%          | 3-8 fevereiro     | 1 025 / telefone (fixo)              |
| 2011-02-24         | Marktest              | 29,1% (72) | 47,8% (117) | 4,2% (11)  | 5,9% (15)  | 6,1% (15)  | 6,9%                           | n/a            | 17-23 fevereiro   | 797 / telefone (fixo)                |
| 2011-03-04         | Eurosondagem          | 30,6% (81) | 36,9% (103) | 9,9% (18)  | 7,7% (12)  | 8,6% (16)  | 6,3%                           | 3,07%          | 23-28 fevereiro   | 1 021 / telefone (fixo)              |
| 2011-03-10         | Aximage               | 27,9% (74) | 37,9% (106) | 8,9% (18)  | 6,5% (9)   | 10,7% (23) | 8,1%                           | 4,00%          | 3-7 março         | 600 / telefone (fixo)                |
| 2011-03-25         | Marktest              | 24,5% (60) | 46,7% (117) | 6,3% (15)  | 8,9% (22)  | 6,7% (16)  | 6,9%                           | 3,45%          | 18-23 março       | 805 / telefone (fixo)                |
| 2011-03-27         | Intercampus           | 32,8% (76) | 42,2% (100) | 8,7% (20)  | 7,9% (18)  | 7,1% (16)  | 1,2%                           | 3,45%          | 24-26 março       | 805 / telefone (fixo)                |
| 2011-04-01         | Eurosondagem          | 30,4% (74) | 37,3% (91)  | 10,7% (26) | 7,7% (19)  | 8,4% (20)  | 5,5%                           | n/a            | n/a               | n/a                                  |
| 2011-04-02         | Aximage               | 30,1% (73) | 36,8% (90)  | 11,4% (28) | 6,9% (17)  | 9,0% (22)  | 5,8%                           | 4%             | 28-30 março       | 600 / entrevistas                    |
| 2011-04-06         | Universidade Católica | 33% (82)   | 39% (97)    | 7% (17)    | 6% (15)    | 8% (19)    | 7%                             | 4%             | n/a               | n/a                                  |
| 2011-04-11         | Intercampus           | 33,1% (78) | 38,7% (91)  | 9,4% (23)  | 7,6% (18)  | 8,1% (20)  | 3,1%                           | 4%             | 8-10 abril        | 917 / entrevistas                    |
| 2011-04-20         | Marktest              | 36,1% (90) | 35,3% (87)  | 7,5% (18)  | 6,0% (15)  | 8,1% (20)  | 7,0%                           | 3,45%          | 15-17 abril       | 805 / entrevistas                    |
| 2011-04-21         | Eurosondagem          | 32,7% (84) | 36,3% (97)  | 11,3% (23) | 6,9% (11)  | 7,8% (15)  | 5,0%                           | 3,06%          | 14-19 abril       | 1 025 / entrevistas                  |
| 2011-05-06         | Universidade Católica | 36% (89)   | 34% (83)    | 10% (24)   | 5% (12)    | 9% (22)    | 6%                             | 2,6%           | 30 abril – 1 maio | 1 370 / entrevistas                  |
| 2011-05-06         | Intercampus           | 34,8% (81) | 37,0% (91)  | 10,5% (24) | 7,0% (16)  | 7,9% (18)  | 2,8%                           | 2,6%           | 2-5 maio          | 1 009 / entrevistas                  |
| 2011-05-06         | Aximage               | 30,5% (74) | 33,9% (82)  | 12,1% (30) | 8,3% (20)  | 10,0% (24) | 5,2%                           | n/a            | n/a               | n/a                                  |
| 2011-05-06         | Eurosondagem          | 32,5% (80) | 35,8% (87)  | 11,1% (28) | 6,6% (16)  | 7,7% (19)  | 6,3%                           | n/a            | 28 abril - 3 maio | 2 048 / entrevistas                  |
| 2011-05-09         | Intercampus           | 35,1% (84) | 36,2% (85)  | 10,9% (26) | 6,5% (16)  | 7,7% (19)  | 3,6%                           | 3,07%          | 4-8 maio          | 1 020 / entrevistas                  |
| 2011-05-10         | Marktest              | 33,4% (82) | 39,7% (98)  | 9,0% (22)  | 4,8% (12)  | 6,5% (16)  | 6,6%                           | n/a            | 9-10 maio         | 805 / entrevistas                    |
| 2011-05-13         | Intercampus           | 36,8%(87)  | 33,9% (80)  | 13,4% (32) | 6,0% (14)  | 7,4% (17)  | 2,5%                           | 3,05%          | 9-10 maio         | 805 / entrevistas                    |
| 2011-05-16         | Intercampus           | 35,4% (83) | 36,1% (86)  | 12,6% (30) | 6,2% (14)  | 7,5% (17)  | 2,2%                           | 3,06%          | 11-15 maio        | 1 025 / entrevistas                  |
| 2011-05-20         | Aximage               | 29,5% (79) | 31,1% (82)  | 12,9% (35) | 5,2% (14)  | 7,3% (20)  | 14,0%                          | 3,6%           | 14-18 maio        | 750 / entrevistas                    |
| 2011-05-20         | Intercampus           | 34,1% (79) | 35,7% (86)  | 12,8% (30) | 6,8% (17)  | 7,5% (18)  | 3,2%                           | 3,07%          | 14-19 maio        | 1 018 / entrevistas                  |
| 2011-05-23         | Intercampus           | 33,2% (78) | 39,6% (93)  | 12,1% (29) | 5,6% (14)  | 6,6% (16)  | 3,0%                           | 3,06%          | 18-22 maio        | 1 024 / entrevistas                  |
| 2011-05-24         | Eurosondagem          | 32,6% (80) | 33,1% (81)  | 13,7% (34) | 6,6% (16)  | 7,6% (19)  | 6,4%                           | 4,28%          | 23 maio           | 525 / telefone (fixo)                |
| 2011-05-24         | Universidade Católica | 36% (85)   | 36% (85)    | 10% (23)   | 6% (15)    | 9% (22)    | 3%                             | 2,5%           | 21-22 maio        | 1 490 / presencial                   |
| 2011-05-25         | Eurosondagem          | 32% (78)   | 33,7% (82)  | 13,2% (33) | 6,7% (17)  | 8,1% (20)  | 6,3%                           | 4,34%          | 24 maio           | 510 / telefone (fixo)                |
| 2011-05-26         | Eurosondagem          | 32,5% (80) | 33,6% (82)  | 12,8% (32) | 6,5% (16)  | 8,1% (20)  | 6,5%                           | 4,32%          | 25 maio           | 515 / telefone (fixo)                |
| 2011-05-27         | Intercampus           | 34,1% (82) | 35,8% (86)  | 11,3% (27) | 6,5% (16)  | 7,7% (19)  | 4,5%                           | 3,08%          | 21-26 maio        | 1 015 / telefone                     |
| 2011-05-27         | Eurosondagem          | 32,3% (79) | 33,9% (82)  | 13,4% (33) | 6,3% (16)  | 7,9% (20)  | 6,2%                           | 4,32%          | 26 maio           | 511 / telefone (fixo)                |
| 2011-05-28         | Eurosondagem          | 32,4% (79) | 33,7% (83)  | 13,2% (33) | 6,4% (16)  | 7,8% (19)  | 6,5%                           | 4,29%          | 27 maio           | 521 / telefone (fixo)                |
| 2011-05-30         | Intercampus           | 32,3% (88) | 37,0% (101) | 12,7% (21) | 5,2% (8)   | 7,7% (12)  | 5,1%                           | 3,08%          | 25-29 maio        | 1 010 / telefone                     |
| 2011-05-30         | Eurosondagem          | 32,1% (89) | 34,7% (95)  | 12,9% (22) | 6,3% (11)  | 7,7% (13)  | 6,3%                           | 2,16%          | 29 maio           | 2 052 / telefone (fixo)              |
| 2011-05-31         | Eurosondagem          | 32,2% (89) | 35,5%(97)   | 12,6% (21) | 6,3% (10)  | 7,6% (13)  | 5,8%                           | 2,16%          | 30 maio           | 2 059 / telefone (fixo)              |
| 2011-06-01         | Universidade Católica | 31% (82)   | 36%(99)     | 11% (22)   | 7% (12)    | 8% (15)    | 3%                             | 1,6%           | 28-29 maio        | 3 963 / voto em urna                 |
| 2011-06-01         | Eurosondagem          | 31,3% (86) | 35,4% (97)  | 13,4% (23) | 6,0% (10)  | 7,9% (14)  | 6,0%                           | 2,16%          | 28-31 maio        | 2 051 / telefone (fixo)              |
| 2011-06-02         | Marktest              | 30,1% (84) | 38,5% (107) | 9,7% (17)  | 4,5% (7)   | 8,5% (15)  | 8,7%                           | 2,82%          | 28-31 maio        | 1 208 / telefone (fixo)              |
| 2011-06-02         | Intercampus           | 31,1% (86) | 36,5% (100) | 11,6% (20) | 6,0% (11)  | 7,4% (13)  | 7,3%                           | 3,06%          | 28-1 junho        | 1 026 / voto em urna                 |
| 2011-06-02         | Eurosondagem          | 31,1% (83) | 35,9% (96)  | 13,0% (27) | 5,9% (9)   | 7,8% (15)  | 6,3%                           | 2,17%          | 29-1 junho        | 2 037 / telefone (fixo)              |
| 2011-06-03         | Aximage               | 30,1% (82) | 36,3% (99)  | 12,4% (21) | 6,6% (12)  | 8,1% (14)  | 6,5%                           | 2,8%           | 29-1 junho        | 1 200 / telefone (fixo/móvel)        |
| 2011-06-03         | Eurosondagem          | 31,0%      | 35,5%       | 13,0%      | 6,3%       | 8,2%       | 6,0%                           | 2,16%          | 31-2 junho        | 2 052 / telefone (fixo)              |
| 2011-06-05         | Intercampus           | 26,6% (71) | 40,1% (115) | 11,9% (20) | 5,4% (8)   | 7,8% (16)  | 8,2%                           | 0,5%           | 5 junho           | 29 636 / voto em urna                |

## Resultados nacionais
| Partido   | Partido Social Democrata | Partido Socialista | CDS – Partido Popular | CDU – Coligação Democrática Unitária | Bloco de Esquerda |
| Partido   |                          |                    |                       |                                      |                   |
| Líder     | Pedro Passos Coelho      | José Sócrates      | Paulo Portas          | Jerónimo de Sousa                    | Francisco Louçã   |
| Líder     |                          |                    |                       |                                      |                   |
| Votos     | 2 159 181 (38,7%)        | 1 566 347 (28,1%)  | 653 888 (11,7%)       | 441 147 (7,9%)                       | 288 923 (5,2%)    |
| Votos     |                          |                    |                       |                                      |                   |
| Deputados | 108 (47,0%)              | 74 (32,2%)         | 24 (10,4%)            | 16 (7,0%)                            | 8 (3,5%)          |
| Deputados |                          |                    |                       |                                      |                   |

| Partido                                                     | Partido                                         | Votos     | %               | +/-     | Deputados | +/-     |
| ----------------------------------------------------------- | ----------------------------------------------- | --------- | --------------- | ------- | --------- | ------- |
|                                                             | Partido Social Democrata                        | 2 159 742 | 38,65 / 100,00  | 9,54    | 108 / 230 | 27      |
|                                                             | Partido Socialista                              | 1 568 168 | 28,06 / 100,00  | 8,50    | 74 / 230  | 23      |
|                                                             | CDS – Partido Popular                           | 653 987   | 11,70 / 100,00  | 1,27    | 24 / 230  | 3       |
|                                                             | CDU – Coligação Democrática Unitária (a)        | 441 852   | 7,91 / 100,00   | 0,05    | 16 / 230  | 1       |
|                                                             | Bloco de Esquerda                               | 288 973   | 5,17 / 100,00   | 4,64    | 8 / 230   | 8       |
|                                                             | Partido Comunista dos Trabalhadores Portugueses | 62 683    | 1,12 / 100,00   | 0,19    | 0 / 230   | Estável |
|                                                             | Partido pelos Animais e pela Natureza           | 57 849    | 1,04 / 100,00   | Novo    | 0 / 230   | Novo    |
|                                                             | Partido da Terra                                | 22 960    | 0,41 / 100,00   | 0,35    | 0 / 230   | Estável |
|                                                             | Movimento Esperança Portugal                    | 21 936    | 0,39 / 100,00   | 0,07    | 0 / 230   | Estável |
|                                                             | Partido Nacional Renovador                      | 17 742    | 0,32 / 100,00   | 0,12    | 0 / 230   | Estável |
|                                                             | Partido Trabalhista Português                   | 16 811    | 0,30 / 100,00   | 0,21    | 0 / 230   | Estável |
|                                                             | Partido Popular Monárquico                      | 15 081    | 0,27 / 100,00   | Estável | 0 / 230   | Estável |
|                                                             | Nova Democracia                                 | 11 776    | 0,21 / 100,00   | 0,18    | 0 / 230   | Estável |
|                                                             | Portugal pro Vida                               | 8 205     | 0,15 / 100,00   | Estável | 0 / 230   | Estável |
|                                                             | Partido Operário de Unidade Socialista          | 4 604     | 0,08 / 100,00   | Estável | 0 / 230   | Estável |
|                                                             | Partido Democrático do Atlântico                | 4 532     | 0,08 / 100,00   | -       | 0 / 230   | -       |
|                                                             | Partido Humanista                               | 3 590     | 0,06 / 100,00   | -       | 0 / 230   | -       |
| Votos inválidos                                             | Votos inválidos                                 | 228 373   | 4,09 / 100,00   | 1,00    |           |         |
| Total                                                       | Total                                           | 5 588 594 | 100,00 / 100,00 |         | 230 / 230 |         |
| Eleitorado/Participação                                     | Eleitorado/Participação                         | 9 624 133 | 58,07 / 100,00  | 1,61    |           |         |
| Fonte                                                       | Fonte                                           | [ 22 ]    | [ 22 ]          | [ 22 ]  | [ 22 ]    | [ 22 ]  |
| (a) Coligação entre PCP (14 deputados) e PEV (2 deputados). |                                                 |           |                 |         |           |         |

| ↓    |         |    |         |        |
| B.E. | PCP–PEV | PS | PPD/PSD | CDS–PP |
| 8    | 16      | 74 | 108     | 24     |

## Resultados por concelho

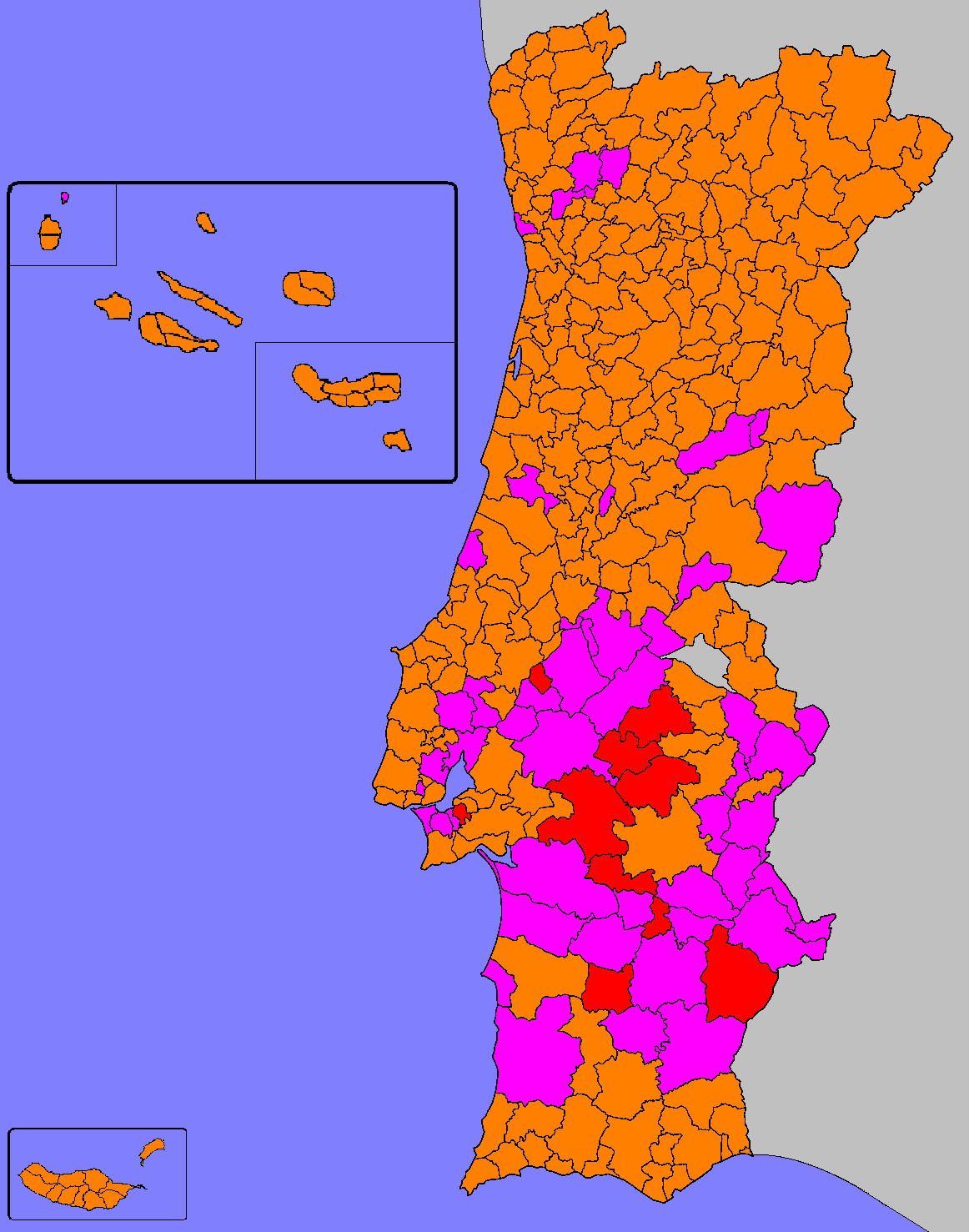
Partido mais votado por concelho.

A seguinte tabela contém os resultados obtidos pelos partidos ou coligações que tiveram pelo menos 1% dos votos expressos a nível nacional:
| Concelhos                   | %       | %     | %      | %       | %    | %         | %    | Votantes  |
| Concelhos                   | PPD/PSD | PS    | CDS–PP | PCP–PEV | B.E. | PCTP/MRPP | PAN  | Votantes  |
| --------------------------- | ------- | ----- | ------ | ------- | ---- | --------- | ---- | --------- |
| Abrantes                    | 31,10   | 32,39 | 12,04  | 7,90    | 7,15 | 1,53      | 0,84 | 21 356    |
| Águeda                      | 44,59   | 26,79 | 12,94  | 3,58    | 4,27 | 0,94      | 0,61 | 25 413    |
| Aguiar da Beira             | 54,95   | 18,91 | 17,04  | 1,15    | 1,58 | 0,31      | 0,62 | 3 221     |
| Alandroal                   | 20,01   | 36,27 | 5,65   | 26,79   | 4,40 | 2,69      | 0,46 | 3 273     |
| Albergaria-a-Velha          | 43,85   | 22,22 | 19,40  | 3,48    | 3,87 | 0,85      | 0,76 | 13 038    |
| Albufeira                   | 40,77   | 19,88 | 13,42  | 7,03    | 7,83 | 1,51      | 1,91 | 15 906    |
| Alcácer do Sal              | 17,94   | 31,02 | 7,52   | 29,09   | 6,60 | 2,42      | 0,70 | 6 699     |
| Alcanena                    | 41,35   | 22,46 | 12,20  | 8,88    | 6,11 | 1,27      | 0,79 | 7 747     |
| Alcobaça                    | 47,50   | 21,63 | 11,99  | 4,62    | 4,74 | 0,99      | 1,11 | 30 945    |
| Alcochete                   | 28,03   | 23,84 | 13,81  | 18,34   | 6,43 | 1,56      | 1,29 | 8 264     |
| Alcoutim                    | 43,02   | 35,00 | 7,40   | 5,62    | 2,06 | 1,17      | 0,61 | 1 797     |
| Alenquer                    | 29,18   | 31,47 | 10,61  | 12,61   | 5,92 | 2,02      | 0,93 | 20 909    |
| Alfândega da Fé             | 48,20   | 34,75 | 8,04   | 1,95    | 1,35 | 0,42      | -    | 3 332     |
| Alijó                       | 45,43   | 35,88 | 7,94   | 2,94    | 2,02 | 0,47      | 0,47 | 7 180     |
| Aljezur                     | 28,09   | 25,03 | 11,31  | 12,98   | 7,19 | 2,90      | 1,47 | 2 449     |
| Aljustrel                   | 13,45   | 31,52 | 4,63   | 37,81   | 5,22 | 2,58      | 0,56 | 5 340     |
| Almada                      | 27,49   | 27,94 | 12,32  | 17,01   | 6,62 | 1,06      | 1,65 | 88 867    |
| Almeida                     | 50,42   | 23,34 | 12,40  | 2,97    | 3,25 | 0,73      | 0,68 | 4 405     |
| Almeirim                    | 30,16   | 31,39 | 12,46  | 10,77   | 6,21 | 2,03      | 1,00 | 10 861    |
| Almodôvar                   | 37,61   | 32,64 | 6,22   | 9,76    | 5,08 | 2,76      | 0,60 | 3 842     |
| Alpiarça                    | 18,60   | 25,12 | 6,92   | 34,70   | 4,52 | 2,38      | 0,81 | 3 957     |
| Alter do Chão               | 33,59   | 29,11 | 12,99  | 14,35   | 3,39 | 1,83      | 0,26 | 1 917     |
| Alvaiázere                  | 63,38   | 12,43 | 15,69  | 1,16    | 1,69 | 0,72      | 0,63 | 4 320     |
| Alvito                      | 27,84   | 29,12 | 9,25   | 22,41   | 2,63 | 2,46      | 0,93 | 1 178     |
| Amadora                     | 29,72   | 31,59 | 12,18  | 11,20   | 5,95 | 1,33      | 1,38 | 88 490    |
| Amarante                    | 44,43   | 36,87 | 6,46   | 2,92    | 3,15 | 0,71      | 0,45 | 30 028    |
| Amares                      | 44,03   | 27,48 | 14,06  | 2,91    | 3,86 | 0,79      | 0,44 | 10 671    |
| Anadia                      | 53,43   | 19,35 | 12,42  | 2,99    | 3,95 | 0,73      | 0,67 | 16 460    |
| Angra do Heroísmo           | 45,51   | 26,09 | 14,53  | 2,07    | 4,43 | 0,62      | 0,89 | 14 569    |
| Ansião                      | 59,05   | 19,89 | 9,32   | 1,85    | 2,27 | 0,77      | 0,74 | 7 572     |
| Arcos de Valdevez           | 54,41   | 25,71 | 9,56   | 2,11    | 2,49 | 0,74      | 0,64 | 11 947    |
| Arganil                     | 47,97   | 30,40 | 6,86   | 3,20    | 2,77 | 0,86      | 0,79 | 6 685     |
| Armamar                     | 53,11   | 21,63 | 12,77  | 4,96    | 1,93 | 1,07      | 0,39 | 3 828     |
| Arouca                      | 49,67   | 20,78 | 18,64  | 1,95    | 2,42 | 0,51      | 0,55 | 12 840    |
| Arraiolos                   | 20,66   | 24,85 | 6,24   | 35,98   | 4,17 | 2,67      | 0,77 | 4 052     |
| Arronches                   | 40,16   | 33,09 | 8,88   | 7,49    | 3,14 | 1,57      | 0,24 | 1 656     |
| Arruda dos Vinhos           | 35,42   | 27,69 | 12,00  | 9,70    | 5,06 | 1,47      | 0,85 | 6 208     |
| Aveiro                      | 43,33   | 20,45 | 17,02  | 4,37    | 6,08 | 0,86      | 1,23 | 41 276    |
| Avis                        | 19,93   | 21,77 | 5,39   | 43,04   | 3,22 | 1,72      | 0,34 | 2 674     |
| Azambuja                    | 25,86   | 31,32 | 9,88   | 15,16   | 7,31 | 2,21      | 1,06 | 10 485    |
| Baião                       | 41,74   | 40,56 | 6,81   | 2,54    | 1,65 | 0,86      | 0,36 | 10 076    |
| Barcelos                    | 46,94   | 28,09 | 10,10  | 3,21    | 3,72 | 0,63      | 0,49 | 70 895    |
| Barrancos                   | 21,40   | 27,87 | 14,93  | 20,74   | 2,77 | 3,30      | 0,40 | 757       |
| Barreiro                    | 18,87   | 28,93 | 9,45   | 26,59   | 7,31 | 1,59      | 1,46 | 43 988    |
| Batalha                     | 54,20   | 15,34 | 14,80  | 1,98    | 4,98 | 0,83      | 1,24 | 8 904     |
| Beja                        | 26,71   | 27,65 | 8,58   | 24,34   | 5,72 | 2,00      | 0,71 | 17 271    |
| Belmonte                    | 33,20   | 37,42 | 8,11   | 6,51    | 5,23 | 1,84      | 0,70 | 3 578     |
| Benavente                   | 30,61   | 24,42 | 12,84  | 16,08   | 6,08 | 2,30      | 1,36 | 12 037    |
| Bombarral                   | 40,46   | 21,72 | 16,65  | 7,85    | 4,61 | 1,30      | 1,32 | 6 905     |
| Borba                       | 23,54   | 39,51 | 6,18   | 17,29   | 5,72 | 1,75      | 0,78 | 3 951     |
| Boticas                     | 66,49   | 21,64 | 3,83   | 2,25    | 0,89 | 0,66      | 0,28 | 3 918     |
| Braga                       | 37,20   | 29,85 | 11,24  | 7,32    | 5,99 | 1,03      | 0,76 | 99 836    |
| Bragança                    | 51,54   | 25,90 | 10,10  | 3,21    | 3,04 | 0,64      | -    | 17 572    |
| Cabeceiras de Basto         | 42,49   | 40,61 | 6,93   | 2,36    | 1,73 | 0,45      | 0,26 | 9 530     |
| Cadaval                     | 41,92   | 29,51 | 11,40  | 4,82    | 3,46 | 1,00      | 0,91 | 7 490     |
| Caldas da Rainha            | 45,51   | 20,69 | 14,15  | 4,54    | 5,93 | 0,89      | 1,54 | 25 935    |
| Calheta                     | 62,52   | 18,91 | 9,70   | 1,17    | 1,90 | 0,67      | 0,56 | 1 793     |
| Calheta                     | 64,97   | 5,58  | 16,63  | 0,95    | 1,58 | 0,78      | 0,94 | 6 501     |
| Câmara de Lobos             | 55,19   | 10,42 | 11,80  | 3,64    | 3,20 | 1,56      | 1,32 | 16 605    |
| Caminha                     | 41,11   | 28,50 | 9,73   | 5,88    | 5,77 | 1,30      | 1,14 | 9 401     |
| Campo Maior                 | 19,61   | 44,12 | 6,09   | 18,57   | 5,05 | 1,75      | 0,40 | 4 238     |
| Cantanhede                  | 52,34   | 22,04 | 10,10  | 3,08    | 4,04 | 0,64      | 0,88 | 19 511    |
| Carrazeda de Ansiães        | 51,57   | 26,37 | 11,32  | 2,06    | 2,14 | 0,34      | -    | 3 781     |
| Carregal do Sal             | 50,63   | 23,86 | 13,24  | 2,42    | 2,80 | 0,88      | 0,57 | 5 114     |
| Cartaxo                     | 30,89   | 29,53 | 11,78  | 10,31   | 6,62 | 1,81      | 1,40 | 12 257    |
| Cascais                     | 39,94   | 22,38 | 17,58  | 6,51    | 5,05 | 0,95      | 1,60 | 101 711   |
| Castanheira de Pera         | 37,95   | 40,41 | 8,55   | 2,79    | 2,91 | 0,78      | 0,84 | 1 789     |
| Castelo Branco              | 38,05   | 32,47 | 10,76  | 4,52    | 5,46 | 1,38      | 0,78 | 30 004    |
| Castelo de Paiva            | 43,91   | 37,20 | 7,70   | 2,31    | 3,50 | 0,56      | 0,41 | 8 717     |
| Castelo de Vide             | 37,55   | 30,85 | 9,81   | 7,38    | 4,80 | 1,64      | 0,63 | 1 896     |
| Castro Daire                | 51,97   | 26,78 | 11,18  | 2,25    | 1,44 | 0,57      | 0,36 | 7 766     |
| Castro Marim                | 39,22   | 29,85 | 9,25   | 7,10    | 6,29 | 1,32      | 1,08 | 3 340     |
| Castro Verde                | 18,80   | 29,93 | 6,10   | 28,20   | 8,42 | 2,43      | 0,56 | 3 575     |
| Celorico da Beira           | 49,48   | 27,15 | 10,45  | 2,58    | 4,18 | 0,77      | 0,40 | 4 806     |
| Celorico de Basto           | 49,83   | 26,70 | 12,22  | 2,39    | 2,15 | 0,53      | 0,39 | 10 902    |
| Chamusca                    | 26,22   | 31,99 | 10,54  | 16,09   | 5,22 | 2,69      | 0,84 | 5 096     |
| Chaves                      | 54,77   | 25,32 | 8,18   | 3,09    | 2,45 | 0,75      | 0,58 | 23 312    |
| Cinfães                     | 39,92   | 38,96 | 10,87  | 2,56    | 1,90 | 0,91      | 0,39 | 10 002    |
| Coimbra                     | 35,99   | 28,61 | 11,02  | 8,43    | 7,64 | 0,87      | 1,16 | 78 766    |
| Condeixa-a-Nova             | 34,47   | 31,90 | 8,76   | 7,67    | 7,58 | 0,85      | 1,17 | 7 749     |
| Constância                  | 26,66   | 30,93 | 13,40  | 13,49   | 4,63 | 1,82      | 1,14 | 2 202     |
| Coruche                     | 26,50   | 30,78 | 9,73   | 20,94   | 4,45 | 1,98      | 0,66 | 10 318    |
| Corvo                       | 23,59   | 37,44 | 11,28  | 3,08    | 0,51 | 0,51      | 0,51 | 195       |
| Covilhã                     | 26,79   | 44,32 | 7,84   | 8,40    | 4,80 | 1,49      | 0,70 | 29 350    |
| Crato                       | 32,82   | 32,82 | 9,34   | 13,76   | 3,29 | 2,63      | 0,33 | 2 130     |
| Cuba                        | 20,28   | 30,40 | 5,91   | 32,67   | 3,26 | 2,02      | 0,62 | 2 421     |
| Elvas                       | 29,96   | 36,82 | 12,96  | 6,27    | 5,89 | 1,48      | 0,84 | 10 177    |
| Entroncamento               | 32,18   | 24,65 | 16,67  | 8,00    | 8,96 | 1,13      | 0,91 | 10 679    |
| Espinho                     | 39,50   | 29,30 | 10,02  | 8,10    | 5,68 | 1,09      | 0,86 | 20 487    |
| Esposende                   | 49,23   | 20,19 | 14,66  | 4,07    | 3,51 | 0,78      | 0,82 | 19 313    |
| Estarreja                   | 46,30   | 21,98 | 13,50  | 5,25    | 5,11 | 0,89      | 0,61 | 13 665    |
| Estremoz                    | 34,24   | 30,96 | 10,18  | 13,25   | 4,03 | 1,59      | 0,75 | 7 426     |
| Évora                       | 31,30   | 26,85 | 10,60  | 17,79   | 5,79 | 1,52      | 0,88 | 28 785    |
| Fafe                        | 37,04   | 40,09 | 7,94   | 4,09    | 3,30 | 0,97      | 0,47 | 29 780    |
| Faro                        | 36,53   | 23,48 | 12,78  | 8,83    | 8,30 | 1,22      | 1,79 | 32 087    |
| Felgueiras                  | 40,20   | 38,04 | 7,67   | 3,92    | 3,54 | 1,05      | 0,50 | 31 017    |
| Ferreira do Alentejo        | 20,40   | 35,24 | 7,10   | 25,43   | 4,75 | 2,64      | 0,64 | 4 396     |
| Ferreira do Zêzere          | 52,30   | 23,17 | 9,12   | 2,55    | 3,48 | 0,83      | 0,71 | 5 055     |
| Figueira da Foz             | 37,35   | 27,65 | 11,07  | 7,22    | 6,18 | 1,24      | 1,75 | 32 208    |
| Figueira de Castelo Rodrigo | 53,33   | 30,29 | 7,46   | 1,59    | 2,57 | 0,47      | 0,35 | 3 390     |
| Figueiró dos Vinhos         | 55,49   | 22,08 | 9,62   | 2,07    | 3,42 | 0,82      | 0,67 | 4 004     |
| Fornos de Algodres          | 47,15   | 27,65 | 14,02  | 2,05    | 2,34 | 0,77      | 0,48 | 3 118     |
| Freixo de Espada à Cinta    | 51,95   | 31,87 | 6,22   | 2,07    | 2,37 | 0,49      | -    | 2 027     |
| Fronteira                   | 35,39   | 33,44 | 8,66   | 11,64   | 4,28 | 1,80      | 0,10 | 1 941     |
| Funchal                     | 44,14   | 15,40 | 15,42  | 5,28    | 4,79 | 1,62      | 2,04 | 59 306    |
| Fundão                      | 37,69   | 35,29 | 9,22   | 4,16    | 4,13 | 1,51      | 0,76 | 15 930    |
| Gavião                      | 26,13   | 42,12 | 6,73   | 11,48   | 5,11 | 2,06      | 0,44 | 2 526     |
| Góis                        | 43,37   | 36,58 | 6,08   | 2,39    | 3,06 | 0,55      | 0,76 | 2 384     |
| Golegã                      | 29,16   | 25,22 | 15,51  | 14,78   | 6,20 | 2,19      | 0,80 | 2 740     |
| Gondomar                    | 35,20   | 32,01 | 8,87   | 9,31    | 6,05 | 1,28      | 1,03 | 89 244    |
| Gouveia                     | 47,36   | 28,79 | 8,84   | 4,11    | 3,63 | 0,95      | 0,68 | 7 971     |
| Grândola                    | 22,18   | 29,07 | 6,93   | 27,81   | 6,00 | 2,06      | 0,84 | 7 629     |
| Guarda                      | 41,35   | 28,59 | 13,34  | 3,89    | 4,68 | 0,88      | 0,81 | 23 947    |
| Guimarães                   | 33,58   | 38,49 | 9,44   | 6,65    | 4,49 | 1,21      | 0,52 | 93 298    |
| Horta                       | 49,19   | 24,31 | 9,17   | 5,23    | 3,42 | 0,84      | 0,76 | 6 084     |
| Idanha-a-Nova               | 38,27   | 38,48 | 8,68   | 3,10    | 2,60 | 1,50      | 0,47 | 5 798     |
| Ílhavo                      | 46,04   | 20,10 | 15,41  | 4,25    | 5,61 | 0,95      | 1,19 | 18 210    |
| Lagoa                       | 43,85   | 29,38 | 12,07  | 2,35    | 4,59 | 0,81      | 0,92 | 4 465     |
| Lagoa                       | 36,16   | 21,66 | 14,19  | 7,79    | 9,27 | 1,72      | 1,91 | 10 417    |
| Lagos                       | 32,03   | 24,32 | 12,34  | 9,95    | 9,47 | 1,75      | 1,83 | 12 925    |
| Lajes das Flores            | 48,93   | 23,81 | 9,03   | 2,30    | 3,45 | 0,49      | 1,64 | 609       |
| Lajes do Pico               | 51,26   | 30,13 | 8,66   | 1,21    | 1,84 | 0,48      | 0,73 | 2 068     |
| Lamego                      | 46,48   | 28,84 | 13,41  | 3,49    | 2,46 | 0,84      | 0,51 | 14 843    |
| Leiria                      | 49,06   | 18,55 | 14,46  | 3,00    | 5,50 | 0,85      | 1,22 | 70 275    |
| Lisboa                      | 36,16   | 26,55 | 14,79  | 8,27    | 5,58 | 1,10      | 1,53 | 321 140   |
| Loulé                       | 43,93   | 20,56 | 12,74  | 5,73    | 6,78 | 1,22      | 1,47 | 29 378    |
| Loures                      | 28,62   | 31,12 | 11,31  | 13,94   | 5,27 | 1,50      | 1,31 | 106 029   |
| Lourinhã                    | 50,50   | 19,49 | 12,10  | 3,87    | 4,59 | 0,86      | 1,10 | 13 684    |
| Lousã                       | 36,95   | 34,13 | 9,17   | 4,40    | 5,87 | 0,78      | 1,40 | 8 736     |
| Lousada                     | 40,90   | 38,53 | 7,22   | 3,96    | 2,89 | 1,04      | 0,48 | 24 070    |
| Mação                       | 46,90   | 28,22 | 9,47   | 3,33    | 4,14 | 0,83      | 0,71 | 4 930     |
| Macedo de Cavaleiros        | 52,71   | 23,62 | 13,21  | 2,50    | 2,01 | 0,49      | -    | 9 146     |
| Machico                     | 47,14   | 26,91 | 7,65   | 1,98    | 3,85 | 1,18      | 1,05 | 10 769    |
| Madalena                    | 57,53   | 22,39 | 8,07   | 1,78    | 1,82 | 0,70      | 0,50 | 2 416     |
| Mafra                       | 39,64   | 23,84 | 13,65  | 6,06    | 5,54 | 1,17      | 1,50 | 35 726    |
| Maia                        | 39,02   | 29,92 | 10,62  | 5,95    | 6,01 | 0,93      | 1,10 | 73 284    |
| Mangualde                   | 42,19   | 35,49 | 10,45  | 3,07    | 2,10 | 0,76      | 0,57 | 10 796    |
| Manteigas                   | 37,88   | 34,92 | 9,34   | 6,84    | 4,08 | 1,17      | 0,15 | 1 959     |
| Marco de Canaveses          | 43,52   | 33,55 | 10,46  | 3,25    | 3,01 | 0,96      | 0,55 | 26 623    |
| Marinha Grande              | 25,96   | 26,91 | 9,27   | 17,30   | 9,77 | 1,93      | 1,63 | 18 958    |
| Marvão                      | 41,56   | 33,92 | 8,26   | 4,49    | 3,10 | 1,19      | 0,57 | 1 937     |
| Matosinhos                  | 33,59   | 34,33 | 10,66  | 7,01    | 6,63 | 0,94      | 1,11 | 95 456    |
| Mealhada                    | 36,89   | 34,85 | 7,99   | 6,28    | 5,59 | 0,91      | 0,73 | 10 309    |
| Mêda                        | 53,98   | 25,32 | 11,75  | 2,03    | 1,12 | 0,43      | 0,39 | 3 294     |
| Melgaço                     | 46,04   | 35,86 | 7,44   | 1,89    | 2,64 | 0,64      | 0,42 | 4 546     |
| Mértola                     | 17,06   | 32,58 | 5,01   | 30,76   | 3,87 | 3,46      | 0,61 | 3 956     |
| Mesão Frio                  | 45,41   | 35,59 | 9,30   | 2,01    | 2,33 | 0,52      | 0,44 | 2 484     |
| Mira                        | 50,24   | 27,11 | 9,13   | 2,35    | 3,71 | 0,43      | 0,85 | 6 813     |
| Miranda do Corvo            | 38,96   | 34,43 | 7,24   | 5,36    | 5,61 | 0,83      | 1,04 | 6 270     |
| Miranda do Douro            | 53,94   | 28,54 | 7,13   | 1,27    | 1,73 | 0,44      | -    | 4 110     |
| Mirandela                   | 53,81   | 19,35 | 15,61  | 3,46    | 2,76 | 0,67      | -    | 12 848    |
| Mogadouro                   | 54,90   | 23,90 | 12,34  | 1,46    | 1,44 | 0,37      | -    | 5 679     |
| Moimenta da Beira           | 49,47   | 28,83 | 11,92  | 2,33    | 1,57 | 0,62      | 0,37 | 5 613     |
| Moita                       | 18,66   | 26,53 | 9,47   | 27,74   | 8,44 | 1,74      | 1,39 | 33 294    |
| Monção                      | 46,41   | 26,89 | 13,86  | 2,24    | 3,90 | 0,99      | 0,54 | 9 901     |
| Monchique                   | 39,43   | 23,97 | 7,88   | 9,29    | 7,11 | 2,54      | 1,32 | 3 629     |
| Mondim de Basto             | 47,00   | 26,55 | 17,79  | 2,44    | 1,91 | 0,92      | 0,39 | 4 136     |
| Monforte                    | 26,79   | 35,03 | 13,91  | 14,94   | 3,03 | 1,72      | 0,23 | 1 747     |
| Montalegre                  | 50,24   | 37,01 | 5,31   | 1,24    | 1,42 | 0,42      | 0,19 | 6 831     |
| Montemor-o-Novo             | 21,15   | 26,21 | 7,33   | 33,27   | 3,96 | 2,67      | 0,66 | 9 674     |
| Montemor-o-Velho            | 34,29   | 33,36 | 11,13  | 6,46    | 5,46 | 1,21      | 1,04 | 12 350    |
| Montijo                     | 30,40   | 25,59 | 13,53  | 14,02   | 6,96 | 1,72      | 1,42 | 21 939    |
| Mora                        | 22,97   | 23,96 | 6,77   | 34,95   | 3,47 | 2,94      | 0,43 | 2 821     |
| Mortágua                    | 48,12   | 27,74 | 10,02  | 2,58    | 3,00 | 0,46      | 0,91 | 4 961     |
| Moura                       | 21,14   | 35,55 | 8,07   | 23,70   | 3,37 | 2,82      | 0,46 | 6 343     |
| Mourão                      | 34,36   | 37,37 | 7,16   | 10,31   | 4,08 | 1,72      | 0,93 | 1 397     |
| Murça                       | 51,59   | 30,04 | 8,53   | 2,08    | 2,19 | 0,33      | 0,69 | 3 648     |
| Murtosa                     | 60,85   | 14,05 | 11,77  | 3,16    | 3,09 | 0,90      | 0,59 | 4 782     |
| Nazaré                      | 38,08   | 28,33 | 9,42   | 8,22    | 7,76 | 1,35      | 1,24 | 6 943     |
| Nelas                       | 46,19   | 26,30 | 12,81  | 3,35    | 3,79 | 0,75      | 0,69 | 7 223     |
| Nisa                        | 35,99   | 32,67 | 9,17   | 10,81   | 3,39 | 1,78      | 0,43 | 4 218     |
| Nordeste                    | 50,62   | 27,78 | 7,63   | 1,28    | 3,30 | 0,78      | 0,95 | 2 426     |
| Óbidos                      | 42,32   | 25,51 | 11,85  | 5,26    | 5,04 | 1,14      | 1,54 | 5 973     |
| Odemira                     | 25,29   | 27,43 | 8,22   | 19,83   | 7,09 | 3,34      | 1,14 | 12 672    |
| Odivelas                    | 31,79   | 31,16 | 12,53  | 9,31    | 5,72 | 1,30      | 1,32 | 74 774    |
| Oeiras                      | 38,05   | 24,24 | 15,51  | 7,65    | 5,75 | 0,92      | 1,58 | 95 866    |
| Oleiros                     | 62,49   | 19,47 | 8,68   | 1,02    | 1,10 | 0,49      | 0,38 | 3 642     |
| Olhão                       | 34,32   | 22,44 | 13,73  | 9,49    | 9,03 | 2,05      | 1,82 | 18 617    |
| Oliveira de Azeméis         | 43,23   | 29,13 | 11,90  | 3,20    | 4,98 | 0,83      | 0,72 | 37 483    |
| Oliveira de Frades          | 53,23   | 21,65 | 12,96  | 2,56    | 2,51 | 0,72      | 0,65 | 5 704     |
| Oliveira do Bairro          | 58,38   | 11,67 | 19,56  | 1,84    | 2,90 | 0,42      | 0,51 | 11 861    |
| Oliveira do Hospital        | 47,68   | 30,70 | 8,55   | 2,93    | 2,69 | 0,48      | 0,56 | 11 375    |
| Ourém                       | 61,31   | 12,87 | 13,33  | 2,09    | 2,70 | 0,51      | 0,64 | 25 377    |
| Ourique                     | 39,90   | 28,62 | 6,52   | 13,85   | 2,82 | 2,04      | 0,75 | 2 945     |
| Ovar                        | 37,82   | 31,22 | 9,18   | 6,89    | 6,83 | 1,07      | 0,94 | 28 749    |
| Paços de Ferreira           | 48,30   | 29,90 | 8,99   | 3,45    | 2,96 | 0,89      | 0,50 | 29 205    |
| Palmela                     | 25,70   | 25,37 | 13,04  | 18,85   | 7,53 | 1,74      | 1,38 | 28 351    |
| Pampilhosa da Serra         | 53,87   | 31,68 | 4,58   | 1,95    | 1,87 | 0,77      | 0,32 | 2 465     |
| Paredes                     | 46,54   | 29,00 | 10,46  | 4,09    | 2,96 | 0,98      | 0,57 | 47 145    |
| Paredes de Coura            | 43,25   | 29,17 | 8,23   | 4,69    | 4,64 | 1,51      | 0,87 | 4 717     |
| Pedrógão Grande             | 61,29   | 19,87 | 8,53   | 1,31    | 2,11 | 0,42      | 0,56 | 2 134     |
| Penacova                    | 45,79   | 31,60 | 6,88   | 4,96    | 2,78 | 0,82      | 0,67 | 8 202     |
| Penafiel                    | 43,16   | 34,20 | 7,75   | 4,36    | 3,11 | 1,16      | 0,63 | 40 507    |
| Penalva do Castelo          | 47,63   | 28,03 | 12,15  | 3,58    | 1,91 | 0,69      | 0,36 | 4 503     |
| Penamacor                   | 40,66   | 33,23 | 11,32  | 2,71    | 3,16 | 1,12      | 0,38 | 3 136     |
| Penedono                    | 47,86   | 28,72 | 9,63   | 3,02    | 2,71 | 1,01      | 0,63 | 1 588     |
| Penela                      | 53,70   | 24,08 | 7,50   | 2,94    | 3,26 | 0,79      | 1,01 | 3 160     |
| Peniche                     | 38,07   | 24,84 | 10,96  | 10,56   | 6,04 | 1,61      | 1,41 | 13 231    |
| Peso da Régua               | 41,81   | 34,86 | 10,06  | 5,30    | 2,94 | 0,79      | 0,34 | 8 640     |
| Pinhel                      | 52,73   | 21,88 | 12,46  | 3,39    | 2,39 | 0,91      | 0,25 | 5 513     |
| Pombal                      | 55,54   | 18,03 | 11,87  | 2,00    | 3,80 | 0,73      | 0,99 | 27 550    |
| Ponta Delgada               | 46,94   | 23,09 | 13,31  | 3,34    | 5,32 | 0,86      | 0,99 | 24 333    |
| Ponta do Sol                | 60,44   | 11,70 | 12,29  | 1,32    | 3,03 | 0,79      | 1,26 | 4 694     |
| Ponte da Barca              | 49,98   | 32,83 | 7,58   | 2,63    | 2,34 | 0,43      | 0,40 | 6 915     |
| Ponte de Lima               | 45,70   | 19,46 | 22,94  | 3,41    | 2,65 | 0,71      | 0,45 | 25 375    |
| Ponte de Sor                | 26,08   | 29,39 | 9,47   | 21,22   | 5,09 | 2,33      | 0,61 | 8 625     |
| Portalegre                  | 41,79   | 28,11 | 11,73  | 6,68    | 4,45 | 1,15      | 0,64 | 13 210    |
| Portel                      | 15,44   | 35,01 | 5,04   | 32,73   | 4,51 | 2,98      | 0,22 | 3 193     |
| Portimão                    | 35,21   | 23,00 | 14,29  | 7,80    | 9,63 | 1,46      | 1,68 | 25 676    |
| Porto                       | 38,37   | 27,99 | 12,80  | 7,78    | 5,86 | 0,75      | 1,28 | 144 561   |
| Porto de Mós                | 48,66   | 19,82 | 14,12  | 3,42    | 5,31 | 0,87      | 0,92 | 13 204    |
| Porto Moniz                 | 59,96   | 22,47 | 6,47   | 1,04    | 0,99 | 0,57      | 0,78 | 1 918     |
| Porto Santo                 | 55,60   | 18,62 | 10,72  | 1,67    | 2,40 | 1,29      | 1,22 | 2 874     |
| Póvoa de Lanhoso            | 46,97   | 31,37 | 10,31  | 2,69    | 2,36 | 0,57      | 0,47 | 12 685    |
| Póvoa de Varzim             | 48,44   | 22,93 | 13,63  | 4,06    | 4,47 | 0,68      | 0,77 | 33 188    |
| Povoação                    | 43,39   | 34,38 | 7,55   | 1,61    | 3,25 | 0,78      | 1,08 | 2 676     |
| Praia da Vitória            | 48,11   | 26,84 | 12,46  | 1,44    | 3,95 | 0,58      | 0,61 | 7 575     |
| Proença-a-Nova              | 50,68   | 27,39 | 11,16  | 1,27    | 1,55 | 0,64      | 0,56 | 5 020     |
| Redondo                     | 24,35   | 33,65 | 9,15   | 18,43   | 6,52 | 2,57      | 1,02 | 3 343     |
| Reguengos de Monsaraz       | 29,35   | 38,97 | 6,55   | 13,03   | 4,77 | 1,94      | 0,63 | 5 050     |
| Resende                     | 44,75   | 37,19 | 8,11   | 2,57    | 1,48 | 1,11      | 0,53 | 6 228     |
| Ribeira Brava               | 59,95   | 9,40  | 11,94  | 2,00    | 2,66 | 1,40      | 1,27 | 7 268     |
| Ribeira de Pena             | 50,98   | 31,76 | 8,83   | 2,07    | 1,42 | 0,57      | 0,28 | 3 860     |
| Ribeira Grande              | 44,99   | 26,18 | 11,06  | 2,20    | 6,95 | 1,03      | 0,82 | 9 063     |
| Rio Maior                   | 49,30   | 21,36 | 12,92  | 3,97    | 3,78 | 0,87      | 0,98 | 11 257    |
| Sabrosa                     | 46,77   | 36,47 | 6,99   | 2,50    | 1,81 | 0,42      | 0,45 | 3 765     |
| Sabugal                     | 48,20   | 27,82 | 10,55  | 2,75    | 2,39 | 0,78      | 0,46 | 7 204     |
| Salvaterra de Magos         | 26,46   | 31,80 | 11,09  | 11,91   | 8,45 | 2,09      | 1,25 | 9 424     |
| Santa Comba Dão             | 52,21   | 25,35 | 9,74   | 2,57    | 2,74 | 0,58      | 0,65 | 6 508     |
| Santa Cruz                  | 45,12   | 14,52 | 15,12  | 3,24    | 5,07 | 1,49      | 2,34 | 21 126    |
| Santa Cruz da Graciosa      | 53,40   | 32,61 | 4,41   | 1,40    | 2,28 | 0,57      | 0,57 | 1 929     |
| Santa Cruz das Flores       | 34,83   | 28,76 | 22,13  | 4,04    | 3,37 | 0,56      | 0,22 | 890       |
| Santa Maria da Feira        | 40,73   | 32,69 | 9,13   | 3,87    | 5,86 | 0,95      | 0,75 | 75 176    |
| Santa Marta de Penaguião    | 42,46   | 39,87 | 7,73   | 2,86    | 2,23 | 0,49      | 0,37 | 4 296     |
| Santana                     | 58,06   | 10,05 | 12,93  | 1,66    | 2,45 | 0,94      | 1,26 | 4 685     |
| Santarém                    | 38,09   | 25,99 | 13,54  | 7,93    | 5,38 | 1,22      | 1,00 | 32 744    |
| Santiago do Cacém           | 26,55   | 25,31 | 9,00   | 22,69   | 6,57 | 2,08      | 1,11 | 15 273    |
| Santo Tirso                 | 37,20   | 38,81 | 8,33   | 5,28    | 4,10 | 0,85      | 0,64 | 42 436    |
| São Brás de Alportel        | 38,98   | 23,34 | 13,52  | 7,65    | 5,96 | 1,48      | 1,53 | 4 918     |
| São João da Madeira         | 38,77   | 31,46 | 10,87  | 5,44    | 5,83 | 0,91      | 0,87 | 12 359    |
| São João da Pesqueira       | 48,16   | 28,79 | 10,77  | 3,16    | 2,63 | 0,81      | 0,63 | 3 835     |
| São Pedro do Sul            | 43,91   | 29,59 | 10,33  | 3,78    | 3,90 | 0,89      | 0,56 | 9 572     |
| São Roque do Pico           | 50,40   | 27,26 | 9,26   | 2,65    | 2,13 | 0,29      | 1,03 | 1 361     |
| São Vicente                 | 55,60   | 16,52 | 12,68  | 1,41    | 2,09 | 0,83      | 0,86 | 3 257     |
| Sardoal                     | 45,48   | 22,30 | 12,39  | 4,78    | 4,58 | 1,67      | 0,84 | 2 511     |
| Sátão                       | 51,90   | 20,54 | 17,54  | 1,43    | 2,19 | 0,50      | 0,54 | 6 846     |
| Seia                        | 41,00   | 34,51 | 8,83   | 5,20    | 3,21 | 0,87      | 0,41 | 14 247    |
| Seixal                      | 24,87   | 28,72 | 12,38  | 18,86   | 6,26 | 1,34      | 1,45 | 79 404    |
| Sernancelhe                 | 54,79   | 22,77 | 14,94  | 0,95    | 1,30 | 0,33      | 0,36 | 3 373     |
| Serpa                       | 18,53   | 26,56 | 5,91   | 37,26   | 3,94 | 2,61      | 0,56 | 7 365     |
| Sertã                       | 52,95   | 21,61 | 11,81  | 1,56    | 2,65 | 0,81      | 0,83 | 9 291     |
| Sesimbra                    | 27,22   | 25,87 | 13,08  | 16,26   | 7,26 | 1,48      | 1,81 | 22 753    |
| Setúbal                     | 27,74   | 24,99 | 15,10  | 15,99   | 7,61 | 1,25      | 1,52 | 58 433    |
| Sever do Vouga              | 55,71   | 16,52 | 16,46  | 1,99    | 2,87 | 0,60      | 0,50 | 7 535     |
| Silves                      | 33,85   | 22,61 | 11,48  | 12,33   | 7,99 | 1,91      | 1,62 | 16 781    |
| Sines                       | 25,38   | 26,80 | 8,61   | 19,68   | 8,41 | 1,85      | 1,34 | 6 493     |
| Sintra                      | 31,83   | 28,58 | 14,12  | 9,35    | 6,28 | 1,24      | 1,55 | 174 721   |
| Sobral de Monte Agraço      | 29,08   | 27,81 | 11,42  | 15,61   | 5,25 | 2,14      | 1,04 | 4 721     |
| Soure                       | 33,81   | 34,98 | 8,38   | 6,75    | 5,78 | 0,99      | 0,93 | 10 376    |
| Sousel                      | 35,18   | 28,86 | 9,28   | 16,63   | 2,62 | 2,37      | 0,37 | 2 706     |
| Tábua                       | 46,92   | 29,24 | 8,39   | 4,56    | 2,94 | 1,10      | 0,80 | 6 268     |
| Tabuaço                     | 47,89   | 28,15 | 16,21  | 1,80    | 1,27 | 0,50      | 0,38 | 3 393     |
| Tarouca                     | 48,92   | 24,11 | 14,51  | 3,40    | 2,59 | 0,99      | 0,63 | 3 941     |
| Tavira                      | 37,69   | 25,01 | 12,92  | 6,78    | 7,10 | 1,49      | 1,55 | 12 412    |
| Terras de Bouro             | 50,02   | 26,95 | 10,86  | 3,14    | 1,99 | 0,72      | 0,36 | 4 430     |
| Tomar                       | 40,88   | 25,66 | 12,02  | 5,59    | 5,85 | 1,23      | 1,01 | 22 713    |
| Tondela                     | 52,63   | 21,92 | 11,90  | 3,16    | 2,57 | 0,76      | 0,72 | 15 372    |
| Torre de Moncorvo           | 47,11   | 31,95 | 8,87   | 3,04    | 2,41 | 0,53      | -    | 4 939     |
| Torres Novas                | 33,22   | 27,86 | 11,01  | 9,83    | 8,18 | 1,49      | 0,98 | 20 020    |
| Torres Vedras               | 40,29   | 24,29 | 11,39  | 8,28    | 5,47 | 1,42      | 1,21 | 40 689    |
| Trancoso                    | 51,76   | 24,64 | 10,92  | 2,14    | 3,05 | 0,75      | 0,59 | 5 612     |
| Trofa                       | 43,55   | 31,13 | 9,79   | 4,38    | 3,93 | 1,00      | 0,59 | 21 619    |
| Vagos                       | 65,05   | 9,37  | 16,71  | 1,32    | 2,41 | 0,38      | 0,63 | 12 130    |
| Vale de Cambra              | 42,65   | 24,16 | 18,65  | 2,56    | 4,01 | 0,80      | 0,74 | 13 856    |
| Valença                     | 51,47   | 24,44 | 10,47  | 3,57    | 3,15 | 1,17      | 0,67 | 7 152     |
| Valongo                     | 35,92   | 33,40 | 8,91   | 7,48    | 5,81 | 1,25      | 1,04 | 50 097    |
| Valpaços                    | 63,60   | 19,81 | 9,17   | 1,39    | 1,31 | 0,47      | 0,29 | 9 919     |
| Velas                       | 48,90   | 19,92 | 20,66  | 1,28    | 2,53 | 0,79      | 0,83 | 2 415     |
| Vendas Novas                | 28,72   | 22,66 | 9,77   | 25,97   | 3,70 | 2,68      | 0,89 | 6 191     |
| Viana do Alentejo           | 21,59   | 25,56 | 7,08   | 31,12   | 5,56 | 3,23      | 1,08 | 2 696     |
| Viana do Castelo            | 37,55   | 26,76 | 12,94  | 7,71    | 6,16 | 1,40      | 0,82 | 49 788    |
| Vidigueira                  | 22,12   | 30,73 | 7,83   | 24,46   | 5,28 | 3,30      | 0,74 | 2 821     |
| Vieira do Minho             | 46,44   | 32,74 | 8,72   | 2,42    | 2,82 | 0,47      | 0,39 | 7 944     |
| Vila de Rei                 | 61,34   | 12,06 | 13,79  | 1,82    | 1,82 | 0,75      | 0,56 | 2 147     |
| Vila do Bispo               | 32,93   | 28,52 | 11,86  | 8,70    | 7,18 | 1,82      | 1,47 | 2 311     |
| Vila do Conde               | 40,32   | 33,27 | 8,74   | 4,95    | 5,34 | 0,96      | 0,81 | 40 522    |
| Vila do Porto               | 45,55   | 26,84 | 8,67   | 3,57    | 5,21 | 0,77      | 0,38 | 1 822     |
| Vila Flor                   | 45,81   | 31,89 | 11,40  | 3,07    | 2,79 | 0,73      | -    | 3 973     |
| Vila Franca de Xira         | 24,71   | 30,35 | 11,36  | 16,81   | 6,76 | 1,60      | 1,33 | 66 955    |
| Vila Franca do Campo        | 46,99   | 28,35 | 12,82  | 1,75    | 3,28 | 0,46      | 0,63 | 3 658     |
| Vila Nova da Barquinha      | 29,60   | 29,89 | 13,23  | 10,29   | 6,57 | 1,63      | 1,01 | 4 051     |
| Vila Nova de Cerveira       | 44,28   | 31,45 | 8,45   | 3,26    | 4,57 | 1,38      | 0,58 | 5 160     |
| Vila Nova de Famalicão      | 39,07   | 35,87 | 9,91   | 4,17    | 4,11 | 0,79      | 0,53 | 77 161    |
| Vila Nova de Foz Coa        | 48,92   | 30,92 | 8,66   | 2,77    | 2,13 | 0,93      | 0,45 | 4 182     |
| Vila Nova de Gaia           | 36,92   | 31,67 | 10,11  | 7,36    | 6,10 | 1,02      | 1,01 | 163 928   |
| Vila Nova de Paiva          | 56,80   | 19,28 | 13,82  | 2,21    | 1,79 | 0,29      | 0,39 | 2 801     |
| Vila Nova de Poiares        | 46,42   | 24,77 | 10,40  | 3,84    | 3,99 | 0,93      | 1,26 | 3 335     |
| Vila Pouca de Aguiar        | 48,60   | 31,50 | 8,45   | 3,74    | 1,69 | 0,89      | 0,41 | 8 105     |
| Vila Real                   | 51,03   | 27,29 | 9,19   | 3,85    | 3,38 | 0,51      | 0,69 | 29 455    |
| Vila Real de Santo António  | 32,87   | 25,08 | 9,51   | 14,68   | 9,44 | 1,68      | 1,12 | 8 536     |
| Vila Velha de Ródão         | 34,83   | 44,19 | 5,40   | 5,31    | 3,11 | 1,44      | 0,45 | 2 222     |
| Vila Verde                  | 48,64   | 24,09 | 13,62  | 2,48    | 3,04 | 0,70      | 0,49 | 25 968    |
| Vila Viçosa                 | 31,84   | 28,49 | 10,12  | 17,69   | 4,80 | 2,02      | 0,35 | 4 250     |
| Vimioso                     | 61,28   | 25,39 | 5,02   | 1,24    | 1,06 | 0,42      | -    | 2 828     |
| Vinhais                     | 50,18   | 30,50 | 10,09  | 1,80    | 1,43 | 0,56      | -    | 5 393     |
| Viseu                       | 48,54   | 23,81 | 13,30  | 2,92    | 4,15 | 0,64      | 0,79 | 52 793    |
| Vizela                      | 26,37   | 50,60 | 6,96   | 4,85    | 4,85 | 0,84      | 0,46 | 13 047    |
| Vouzela                     | 49,68   | 27,02 | 11,59  | 2,26    | 2,78 | 0,70      | 0,33 | 6 151     |
| Portugal                    | 38,63   | 28,05 | 11,74  | 7,94    | 5,19 | 1,12      | 1,04 | 5 555 535 |

## Distribuição por círculo eleitoral
A seguinte tabela contém o número de deputados de cada partido ou coligação eleitos por cada um dos círculos eleitorais. Apenas estão indicados os partidos que tenham tido, pelo menos, 1% dos votos expressos.

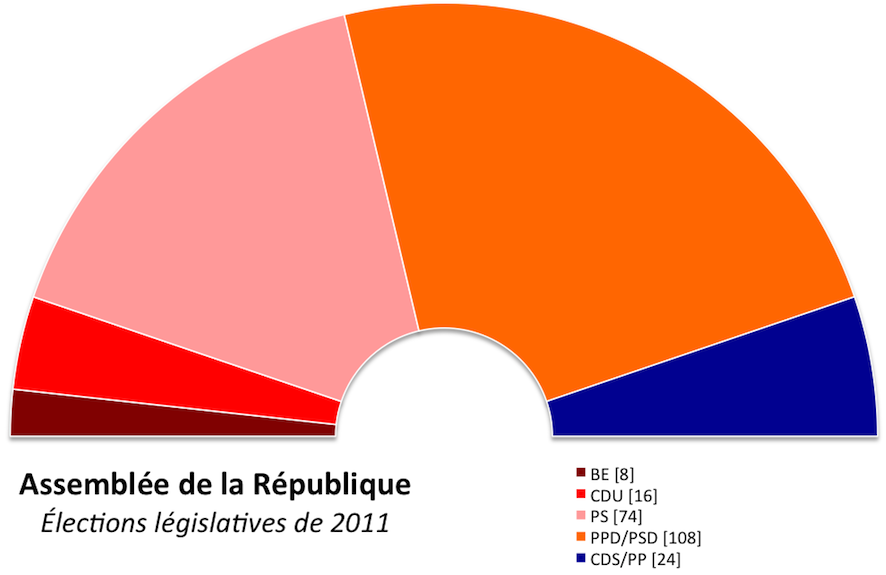
Gráfico representativo do número de deputados da Assembleia da República.

|                   | %       | D       | %    | D  | %      | D      | %       | D       | %    | D    | %         | D         | %   | D   |                 |           |
| ----------------- | ------- | ------- | ---- | -- | ------ | ------ | ------- | ------- | ---- | ---- | --------- | --------- | --- | --- | --------------- | --------- |
| Círculo eleitoral | PPD/PSD | PPD/PSD | PS   | PS | CDS–PP | CDS–PP | PCP–PEV | PCP–PEV | B.E. | B.E. | PCTP/MRPP | PCTP/MRPP | PAN | PAN | Total deputados | Votantes  |
| Açores            | 47,2    | 3       | 25,7 | 2  | 12,1   | -      | 2,5     | -       | 4,4  | -    | 0,8       | -         | 0,8 | -   | 5               | 90 347    |
| Aveiro            | 44,5    | 8       | 25,9 | 5  | 12,9   | 2      | 4,1     | -       | 5,0  | 1    | 0,9       | -         | 0,8 | -   | 16              | 384 346   |
| Beja              | 23,7    | 1       | 29,8 | 1  | 7,3    | -      | 25,4    | 1       | 5,2  | -    | 2,6       | -         | 0,7 | -   | 3               | 74 882    |
| Braga             | 40,1    | 9       | 32,9 | 7  | 10,4   | 2      | 4,9     | 1       | 4,2  | -    | 0,9       | -         | 0,6 | -   | 19              | 485 460   |
| Bragança          | 52,1    | 2       | 26,1 | 1  | 11,1   | -      | 2,6     | -       | 2,3  | -    | 0,6       | -         | -   | -   | 3               | 75 628    |
| Castelo Branco    | 37,9    | 2       | 34,8 | 2  | 9,6    | -      | 4,9     | -       | 4,2  | -    | 1,3       | -         | 0,7 | -   | 4               | 110 118   |
| Coimbra           | 40,1    | 5       | 29,2 | 3  | 9,9    | 1      | 6,2     | -       | 5,8  | -    | 0,9       | -         | 1,1 | -   | 9               | 226 833   |
| Évora             | 27,6    | 1       | 29,0 | 1  | 8,7    | -      | 22,0    | 1       | 4,9  | -    | 2,1       | -         | 0,8 | -   | 3               | 86 102    |
| Faro              | 37,0    | 4       | 23,0 | 2  | 12,7   | 1      | 8,6     | 1       | 8,2  | 1    | 1,6       | -         | 1,6 | -   | 9               | 201 179   |
| Guarda            | 46,3    | 3       | 28,3 | 1  | 11,2   | -      | 3,6     | -       | 3,4  | -    | 0,8       | -         | 0,6 | -   | 4               | 92 869    |
| Leiria            | 47,0    | 6       | 20,7 | 3  | 12,8   | 1      | 5,0     | -       | 5,4  | -    | 1,0       | -         | 1,2 | -   | 10              | 248 642   |
| Lisboa            | 34,1    | 18      | 27,5 | 14 | 13,8   | 7      | 9,6     | 5       | 5,7  | 3    | 1,2       | -         | 1,4 | -   | 47              | 1 169 598 |
| Madeira           | 49,4    | 4       | 14,7 | 1  | 13,7   | 1      | 3,7     | -       | 4,0  | -    | 1,4       | -         | 1,7 | -   | 6               | 139 003   |
| Portalegre        | 32,5    | 1       | 32,4 | 1  | 10,2   | -      | 12,8    | -       | 4,5  | -    | 1,7       | -         | 0,5 | -   | 2               | 61 598    |
| Porto             | 39,2    | 17      | 32,0 | 14 | 10,0   | 4      | 6,2     | 2       | 5,1  | 2    | 1,0       | -         | 0,9 | -   | 39              | 993 006   |
| Santarém          | 37,6    | 5       | 25,9 | 3  | 12,3   | 1      | 9,0     | 1       | 5,8  | -    | 1,4       | -         | 1,0 | -   | 10              | 237 332   |
| Setúbal           | 25,2    | 5       | 26,9 | 5  | 12,1   | 2      | 19,6    | 4       | 7,1  | 1    | 1,5       | -         | 1,5 | -   | 17              | 421 387   |
| Viana do Castelo  | 43,6    | 3       | 26,2 | 2  | 13,4   | 1      | 4,9     | -       | 4,4  | -    | 1,1       | -         | 0,7 | -   | 6               | 134 902   |
| Vila Real         | 51,4    | 3       | 29,1 | 2  | 8,7    | -      | 3,1     | -       | 2,3  | -    | 0,6       | -         | 0,5 | -   | 5               | 119 549   |
| Viseu             | 48,4    | 5       | 26,7 | 3  | 12,4   | 1      | 2,9     | -       | 2,9  | -    | 0,7       | -         | 0,6 | -   | 9               | 202 754   |
| Europa            | 29,6    | 1       | 40,2 | 1  | 5,5    | -      | 4,5     | -       | 3,4  | -    | 0,7       | -         | 1,1 | -   | 2               | 17 939    |
| Fora da Europa    | 55,1    | 2       | 18,0 | -  | 4,1    | -      | 0,8     | -       | 1,1  | -    | 0,3       | -         | -   | -   | 2               | 15 120    |
| Portugal          | 38,7    | 108     | 28,1 | 74 | 11,7   | 24     | 7,9     | 16      | 5,2  | 8    | 1,1       | -         | 1,0 | -   | 230             | 5 588 594 |

### Açores
| Partidos                | Partidos                             | Votos   | %               | +/-   | Deputados | +/-     |
| ----------------------- | ------------------------------------ | ------- | --------------- | ----- | --------- | ------- |
|                         | Partido Social Democrata             | 42 784  | 47,36 / 100,00  | 11,63 | 3 / 5     | 1       |
|                         | Partido Socialista                   | 23 195  | 25,67 / 100,00  | 14,05 | 2 / 5     | 1       |
|                         | CDS – Partido Popular                | 10 944  | 12,11 / 100,00  | 1,82  | 0 / 5     | Estável |
|                         | Bloco de Esquerda                    | 3 966   | 4,39 / 100,00   | 2,92  | 0 / 5     | Estável |
|                         | CDU – Coligação Democrática Unitária | 2 287   | 2,53 / 100,00   | 0,35  | 0 / 5     | Estável |
|                         | Outros                               | 3 009   | 3,32 / 100,00   |       | 0 / 5     |         |
| Votos inválidos         | Votos inválidos                      | 4 162   | 4,61 / 100,00   | 1,79  |           |         |
| Total                   | Total                                | 90 347  | 100,00 / 100,00 |       | 5 / 5     |         |
| Eleitorado/Participação | Eleitorado/Participação              | 222 247 | 40,65 / 100,00  | 3,29  |           |         |

### Aveiro
| Partidos                | Partidos                             | Votos   | %               | +/-  | Deputados | +/-     |
| ----------------------- | ------------------------------------ | ------- | --------------- | ---- | --------- | ------- |
|                         | Partido Social Democrata             | 170 857 | 44,45 / 100,00  | 9,89 | 8 / 16    | 1       |
|                         | Partido Socialista                   | 99 646  | 25,93 / 100,00  | 7,82 | 5 / 16    | 1       |
|                         | CDS – Partido Popular                | 49 523  | 12,89 / 100,00  | 0,09 | 2 / 16    | Estável |
|                         | Bloco de Esquerda                    | 19 338  | 5,03 / 100,00   | 3,98 | 1 / 16    | Estável |
|                         | CDU – Coligação Democrática Unitária | 15 704  | 4,09 / 100,00   | 0,26 | 0 / 16    | Estável |
|                         | Outros                               | 13 475  | 3,51 / 100,00   |      | 0 / 16    |         |
| Votos inválidos         | Votos inválidos                      | 15 803  | 4,11 / 100,00   | 1,05 |           |         |
| Total                   | Total                                | 384 346 | 100,00 / 100,00 |      | 16 / 16   |         |
| Eleitorado/Participação | Eleitorado/Participação              | 651 367 | 59,01 / 100,00  | 1,64 |           |         |

### Beja
| Partidos                | Partidos                                        | Votos   | %               | +/-  | Deputados | +/-     |
| ----------------------- | ----------------------------------------------- | ------- | --------------- | ---- | --------- | ------- |
|                         | Partido Socialista                              | 22 308  | 29,79 / 100,00  | 5,03 | 1 / 3     | 1       |
|                         | CDU – Coligação Democrática Unitária            | 19 011  | 25,39 / 100,00  | 3,53 | 1 / 3     | Estável |
|                         | Partido Social Democrata                        | 17 711  | 23,65 / 100,00  | 8,98 | 1 / 3     | 1       |
|                         | CDS – Partido Popular                           | 5 462   | 7,29 / 100,00   | 1,58 | 0 / 3     | Estável |
|                         | Bloco de Esquerda                               | 3 890   | 5,19 / 100,00   | 4,87 | 0 / 3     | Estável |
|                         | Partido Comunista dos Trabalhadores Portugueses | 1 980   | 2,64 / 100,00   | 1,07 | 0 / 3     | Estável |
|                         | Outros                                          | 1 806   | 2,41 / 100,00   |      | 0 / 3     |         |
| Votos inválidos         | Votos inválidos                                 | 2 714   | 3,63 / 100,00   | 0,89 |           |         |
| Total                   | Total                                           | 74 882  | 100,00 / 100,00 |      | 3 / 3     |         |
| Eleitorado/Participação | Eleitorado/Participação                         | 135 739 | 55,17 / 100,00  | 4,27 |           |         |

### Braga
| Partidos                | Partidos                             | Votos   | %               | +/-  | Deputados | +/-     |
| ----------------------- | ------------------------------------ | ------- | --------------- | ---- | --------- | ------- |
|                         | Partido Social Democrata             | 194 545 | 40,07 / 100,00  | 9,24 | 9 / 19    | 3       |
|                         | Partido Socialista                   | 159 477 | 32,85 / 100,00  | 8,88 | 7 / 19    | 2       |
|                         | CDS – Partido Popular                | 50 456  | 10,39 / 100,00  | 0,71 | 2 / 19    | Estável |
|                         | CDU – Coligação Democrática Unitária | 23 759  | 4,89 / 100,00   | 0,26 | 1 / 19    | Estável |
|                         | Bloco de Esquerda                    | 20 488  | 4,22 / 100,00   | 3,60 | 0 / 19    | 1       |
|                         | Outros                               | 18 640  | 3,84 / 100,00   |      | 0 / 19    |         |
| Votos inválidos         | Votos inválidos                      | 18 095  | 3,73 / 100,00   | 1,37 |           |         |
| Total                   | Total                                | 485 460 | 100,00 / 100,00 |      | 19 / 19   |         |
| Eleitorado/Participação | Eleitorado/Participação              | 775 167 | 62,63 / 100,00  | 2,60 |           |         |

### Bragança
| Partidos                | Partidos                             | Votos   | %               | +/-   | Deputados | +/-     |
| ----------------------- | ------------------------------------ | ------- | --------------- | ----- | --------- | ------- |
|                         | Partido Social Democrata             | 39 321  | 51,99 / 100,00  | 11,36 | 2 / 3     | Estável |
|                         | Partido Socialista                   | 19 736  | 26,10 / 100,00  | 6,88  | 1 / 3     | Estável |
|                         | CDS – Partido Popular                | 8 380   | 11,08 / 100,00  | 1,47  | 0 / 3     | Estável |
|                         | CDU – Coligação Democrática Unitária | 1 962   | 2,59 / 100,00   | 0,18  | 0 / 3     | Estável |
|                         | Bloco de Esquerda                    | 1 738   | 2,30 / 100,00   | 3,90  | 0 / 3     | Estável |
|                         | Outros                               | 1 956   | 2,59 / 100,00   |       | 0 / 3     |         |
| Votos inválidos         | Votos inválidos                      | 2 535   | 3,35 / 100,00   | 0,39  |           |         |
| Total                   | Total                                | 75 628  | 100,00 / 100,00 |       | 3 / 3     |         |
| Eleitorado/Participação | Eleitorado/Participação              | 153 945 | 49,13 / 100,00  | 4,59  |           |         |

### Castelo Branco
| Partidos                | Partidos                                        | Votos   | %               | +/-  | Deputados | +/-     |
| ----------------------- | ----------------------------------------------- | ------- | --------------- | ---- | --------- | ------- |
|                         | Partido Social Democrata                        | 41 799  | 37,96 / 100,00  | 8,24 | 2 / 4     | Estável |
|                         | Partido Socialista                              | 38 316  | 34,80 / 100,00  | 6,20 | 2 / 4     | Estável |
|                         | CDS – Partido Popular                           | 10 535  | 9,57 / 100,00   | 1,20 | 0 / 4     | Estável |
|                         | CDU – Coligação Democrática Unitária            | 5 386   | 4,89 / 100,00   | 0,16 | 0 / 4     | Estável |
|                         | Bloco de Esquerda                               | 4 614   | 4,19 / 100,00   | 4,89 | 0 / 4     | Estável |
|                         | Partido Comunista dos Trabalhadores Portugueses | 1 453   | 1,32 / 100,00   | 0,35 | 0 / 4     | Estável |
|                         | Outros                                          | 3 133   | 2,85 / 100,00   |      | 0 / 4     |         |
| Votos inválidos         | Votos inválidos                                 | 4 882   | 4,44 / 100,00   | 0,77 |           |         |
| Total                   | Total                                           | 110 118 | 100,00 / 100,00 |      | 4 / 4     |         |
| Eleitorado/Participação | Eleitorado/Participação                         | 191 043 | 57,64 / 100,00  | 2,99 |           |         |

### Coimbra
| Partidos                | Partidos                              | Votos   | %               | +/-  | Deputados | +/-     |
| ----------------------- | ------------------------------------- | ------- | --------------- | ---- | --------- | ------- |
|                         | Partido Social Democrata              | 91 123  | 40,17 / 100,00  | 9,60 | 5 / 9     | 1       |
|                         | Partido Socialista                    | 66 197  | 29,18 / 100,00  | 8,72 | 3 / 9     | 1       |
|                         | CDS – Partido Popular                 | 22 389  | 9,87 / 100,00   | 1,13 | 1 / 9     | Estável |
|                         | CDU – Coligação Democrática Unitária  | 14 112  | 6,22 / 100,00   | 0,46 | 0 / 9     | Estável |
|                         | Bloco de Esquerda                     | 13 033  | 5,75 / 100,00   | 5,02 | 0 / 9     | 1       |
|                         | Partido pelos Animais e pela Natureza | 2 531   | 1,12 / 100,00   | Novo | 0 / 9     | Novo    |
|                         | Outros                                | 5 687   | 2,73 / 100,00   |      | 0 / 9     |         |
| Votos inválidos         | Votos inválidos                       | 11 261  | 4,97 / 100,0    | 1,40 |           |         |
| Total                   | Total                                 | 226 833 | 100,00 / 100,00 |      | 9 / 9     | 1       |
| Eleitorado/Participação | Eleitorado/Participação               | 395 231 | 57,39 / 100,00  | 2,76 |           |         |

### Évora
| Partidos                | Partidos                                        | Votos   | %               | +/-  | Deputados | +/-     |
| ----------------------- | ----------------------------------------------- | ------- | --------------- | ---- | --------- | ------- |
|                         | Partido Socialista                              | 25 032  | 29,07 / 100,00  | 5,94 | 1 / 3     | Estável |
|                         | Partido Social Democrata                        | 23 652  | 27,47 / 100,00  | 8,48 | 1 / 3     | Estável |
|                         | CDU – Coligação Democrática Unitária            | 18 990  | 22,06 / 100,00  | 0,26 | 1 / 3     | Estável |
|                         | CDS – Partido Popular                           | 7 513   | 8,73 / 100,00   | 2,32 | 0 / 3     | Estável |
|                         | Bloco de Esquerda                               | 4 230   | 4,91 / 100,00   | 6,21 | 0 / 3     | Estável |
|                         | Partido Comunista dos Trabalhadores Portugueses | 1 804   | 2,10 / 100,00   | 0,01 | 0 / 3     | Estável |
|                         | Outros                                          | 1 992   | 2,30 / 100,00   |      | 0 / 3     |         |
| Votos inválidos         | Votos inválidos                                 | 2 889   | 3,36 / 100,00   | 0,71 |           |         |
| Total                   | Total                                           | 86 102  | 100,00 / 100,00 |      | 3 / 3     |         |
| Eleitorado/Participação | Eleitorado/Participação                         | 145 929 | 59,00 / 100,00  | 2,93 |           |         |

### Faro
| Partidos                | Partidos                                        | Votos   | %               | +/-   | Deputados | +/-     |
| ----------------------- | ----------------------------------------------- | ------- | --------------- | ----- | --------- | ------- |
|                         | Partido Social Democrata                        | 74 491  | 37,03 / 100,00  | 10,87 | 4 / 9     | 1       |
|                         | Partido Socialista                              | 46 174  | 22,95 / 100,00  | 8,91  | 2 / 9     | 1       |
|                         | CDS – Partido Popular                           | 25 561  | 12,71 / 100,00  | 2,00  | 1 / 9     | Estável |
|                         | CDU – Coligação Democrática Unitária            | 17 233  | 8,57 / 100,00   | 0,82  | 1 / 9     | 1       |
|                         | Bloco de Esquerda                               | 16 414  | 8,16 / 100,00   | 7,22  | 1 / 9     | Estável |
|                         | Partido pelos Animais e pela Natureza           | 3 304   | 1,64 / 100,00   | Novo  | 0 / 9     | Novo    |
|                         | Partido Comunista dos Trabalhadores Portugueses | 3 155   | 1,57 / 100,00   | 0,18  | 0 / 9     | Estável |
|                         | Partido da Terra                                | 2 084   | 1,04 / 100,00   | -     | 0 / 9     | -       |
|                         | Outros                                          | 3 781   | 1,89 / 100,00   |       | 0 / 9     |         |
| Votos inválidos         | Votos inválidos                                 | 8 982   | 4,47 / 100,00   | 0,80  |           |         |
| Total                   | Total                                           | 201 179 | 100,00 / 100,00 |       | 9 / 9     | 1       |
| Eleitorado/Participação | Eleitorado/Participação                         | 360 564 | 55,80 / 100,00  | 1,52  |           |         |

### Guarda
| Partidos                | Partidos                             | Votos   | %               | +/-   | Deputados | +/-     |
| ----------------------- | ------------------------------------ | ------- | --------------- | ----- | --------- | ------- |
|                         | Partido Social Democrata             | 43 016  | 46,32 / 100,00  | 10,75 | 3 / 4     | 1       |
|                         | Partido Socialista                   | 26 294  | 28,31 / 100,00  | 7,66  | 1 / 4     | 1       |
|                         | CDS – Partido Popular                | 10 436  | 11,24 / 100,00  | 0,07  | 0 / 4     | Estável |
|                         | CDU – Coligação Democrática Unitária | 3 232   | 3,48 / 100,00   | 0,20  | 0 / 4     | Estável |
|                         | Bloco de Esquerda                    | 3 102   | 3,34 / 100,00   | 4,21  | 0 / 4     | Estável |
|                         | Outros                               | 2 798   | 3,02 / 100,00   |       | 0 / 4     |         |
| Votos inválidos         | Votos inválidos                      | 3 991   | 4,29 / 100,00   | 1,10  |           |         |
| Total                   | Total                                | 92 869  | 100,00 / 100,00 |       | 4 / 4     |         |
| Eleitorado/Participação | Eleitorado/Participação              | 172 396 | 53,87 / 100,00  | 4,46  |           |         |

### Leiria
| Partidos                | Partidos                                        | Votos   | %               | +/-   | Deputados | +/-     |
| ----------------------- | ----------------------------------------------- | ------- | --------------- | ----- | --------- | ------- |
|                         | Partido Social Democrata                        | 116 872 | 47,00 / 100,00  | 12,03 | 6 / 10    | 2       |
|                         | Partido Socialista                              | 51 503  | 20,71 / 100,00  | 9,47  | 3 / 10    | 1       |
|                         | CDS – Partido Popular                           | 31 819  | 12,80 / 100,00  | 0,17  | 1 / 10    | Estável |
|                         | Bloco de Esquerda                               | 13 351  | 5,37 / 100,00   | 4,13  | 0 / 10    | 1       |
|                         | CDU – Coligação Democrática Unitária            | 12 349  | 4,97 / 100,00   | 0,14  | 0 / 10    | Estável |
|                         | Partido pelos Animais e pela Natureza           | 3 009   | 1,21 / 100,00   | Novo  | 0 / 10    | Novo    |
|                         | Partido Comunista dos Trabalhadores Portugueses | 2 503   | 1,01 / 100,00   | 0,22  | 0 / 10    | Estável |
|                         | Outros                                          | 4 740   | 1,91 / 100,00   |       | 0 / 10    |         |
| Votos inválidos         | Votos inválidos                                 | 12 496  | 5,02 / 100,00   | 0,68  |           |         |
| Total                   | Total                                           | 248 642 | 100,00 / 100,00 |       | 10 / 10   |         |
| Eleitorado/Participação | Eleitorado/Participação                         | 425 014 | 58,50 / 100,00  | 0,31  |           |         |

### Lisboa
| Partidos                | Partidos                                        | Votos     | %               | +/-  | Deputados | +/-     |
| ----------------------- | ----------------------------------------------- | --------- | --------------- | ---- | --------- | ------- |
|                         | Partido Social Democrata                        | 398 789   | 34,10 / 100,00  | 8,98 | 18 / 47   | 5       |
|                         | Partido Socialista                              | 321 952   | 27,53 / 100,00  | 8,82 | 14 / 47   | 5       |
|                         | CDS – Partido Popular                           | 161 227   | 13,78 / 100,00  | 2,80 | 7 / 47    | 2       |
|                         | CDU – Coligação Democrática Unitária            | 111 737   | 9,55 / 100,00   | 0,38 | 5 / 47    | Estável |
|                         | Bloco de Esquerda                               | 66 868    | 5,72 / 100,00   | 5,09 | 3 / 47    | 2       |
|                         | Partido pelos Animais e pela Natureza           | 16 884    | 1,44 / 100,00   | Novo | 0 / 47    | Novo    |
|                         | Partido Comunista dos Trabalhadores Portugueses | 14 398    | 1,23 / 100,00   | 0,26 | 0 / 47    | Estável |
|                         | Outros                                          | 30 781    | 2,64 / 100,00   |      | 0 / 47    |         |
| Votos inválidos         | Votos inválidos                                 | 46 962    | 4,01 / 100,00   | 0,75 |           |         |
| Total                   | Total                                           | 1 169 598 | 100,00 / 100,00 |      | 47 / 47   |         |
| Eleitorado/Participação | Eleitorado/Participação                         | 1 880 814 | 62,19 / 100,00  | 0,32 |           |         |

### Madeira
| Partidos                | Partidos                                        | Votos   | %               | +/-  | Deputados | +/-     |
| ----------------------- | ----------------------------------------------- | ------- | --------------- | ---- | --------- | ------- |
|                         | Partido Social Democrata                        | 68 649  | 49,39 / 100,00  | 1,23 | 4 / 6     | Estável |
|                         | Partido Socialista                              | 20 401  | 14,68 / 100,00  | 4,83 | 1 / 6     | Estável |
|                         | CDS – Partido Popular                           | 19 101  | 13,74 / 100,00  | 2,65 | 1 / 6     | Estável |
|                         | Bloco de Esquerda                               | 5 567   | 4,00 / 100,00   | 2,14 | 0 / 6     | Estável |
|                         | CDU – Coligação Democrática Unitária            | 5 096   | 3,67 / 100,00   | 0,48 | 0 / 6     | Estável |
|                         | Nova Democracia                                 | 4 046   | 2,91 / 100,00   | 0,53 | 0 / 6     | Estável |
|                         | Partido Trabalhista Português                   | 2 961   | 2,13 / 100,00   | -    | 0 / 6     | -       |
|                         | Partido da Terra                                | 2 561   | 1,84 / 100,00   | 0,24 | 0 / 6     | Estável |
|                         | Partido pelos Animais e pela Natureza           | 2 385   | 1,72 / 100,00   | Novo | 0 / 6     | Novo    |
|                         | Partido Comunista dos Trabalhadores Portugueses | 1 968   | 1,42 / 100,00   | 0,36 | 0 / 6     | Estável |
|                         | Outros                                          | 1 572   | 1,13 / 100,00   |      | 0 / 6     |         |
| Votos inválidos         | Votos inválidos                                 | 4 696   | 3,38 / 100,00   | 0,57 |           |         |
| Total                   | Total                                           | 139 003 | 100,00 / 100,00 |      | 6 / 6     |         |
| Eleitorado/Participação | Eleitorado/Participação                         | 255 928 | 54,31 / 100,00  | 0,21 |           |         |

### Portalegre
| Partidos                | Partidos                                        | Votos   | %               | +/-  | Deputados | +/-     |
| ----------------------- | ----------------------------------------------- | ------- | --------------- | ---- | --------- | ------- |
|                         | Partido Social Democrata                        | 19 992  | 32,46 / 100,00  | 8,62 | 1 / 2     | Estável |
|                         | Partido Socialista                              | 19 978  | 32,43 / 100,00  | 5,85 | 1 / 2     | Estável |
|                         | CDU – Coligação Democrática Unitária            | 7 890   | 12,81 / 100,00  | 0,06 | 0 / 2     | Estável |
|                         | CDS – Partido Popular                           | 6 247   | 10,14 / 100,00  | 2,15 | 0 / 2     | Estável |
|                         | Bloco de Esquerda                               | 2 743   | 4,45 / 100,00   | 6,30 | 0 / 2     | Estável |
|                         | Partido Comunista dos Trabalhadores Portugueses | 1 051   | 1,71 / 100,00   | 0,28 | 0 / 2     | Estável |
|                         | Outros                                          | 1 344   | 2,18 / 100,00   |      | 0 / 2     |         |
| Votos inválidos         | Votos inválidos                                 | 2 353   | 3,82 / 100,00   | 1,04 |           |         |
| Total                   | Total                                           | 61 598  | 100,00 / 100,00 |      | 2 / 2     |         |
| Eleitorado/Participação | Eleitorado/Participação                         | 106 444 | 57,87 / 100,00  | 3,00 |           |         |

### Porto
| Partidos                | Partidos                             | Votos     | %               | +/-   | Deputados | +/-     |
| ----------------------- | ------------------------------------ | --------- | --------------- | ----- | --------- | ------- |
|                         | Partido Social Democrata             | 388 650   | 39,14 / 100,00  | 10,00 | 17 / 39   | 5       |
|                         | Partido Socialista                   | 318 100   | 32,03 / 100,00  | 9,78  | 14 / 39   | 4       |
|                         | CDS – Partido Popular                | 99 338    | 10,00 / 100,00  | 0,71  | 4 / 39    | Estável |
|                         | CDU – Coligação Democrática Unitária | 61 819    | 6,23 / 100,00   | 0,53  | 2 / 39    | Estável |
|                         | Bloco de Esquerda                    | 50 985    | 5,13 / 100,00   | 4,08  | 2 / 39    | 1       |
|                         | Outros                               | 37 102    | 3,73 / 100,00   |       | 0 / 39    |         |
| Votos inválidos         | Votos inválidos                      | 37 012    | 3,73 / 100,00   | 1,1   |           |         |
| Total                   | Total                                | 993 006   | 100,00 / 100,00 |       | 39 / 39   |         |
| Eleitorado/Participação | Eleitorado/Participação              | 1 570 611 | 63,22 / 100,00  | 1,88  |           |         |

### Santarém
| Partidos                | Partidos                                        | Votos   | %               | +/-   | Deputados | +/-     |
| ----------------------- | ----------------------------------------------- | ------- | --------------- | ----- | --------- | ------- |
|                         | Partido Social Democrata                        | 89 526  | 37,72 / 100,00  | 10,75 | 5 / 10    | 2       |
|                         | Partido Socialista                              | 61 343  | 25,85 / 100,00  | 7,85  | 3 / 10    | 1       |
|                         | CDS – Partido Popular                           | 29 196  | 12,30 / 100,00  | 1,08  | 1 / 10    | Estável |
|                         | CDU – Coligação Democrática Unitária            | 21 416  | 9,02 / 100,00   | 0,24  | 1 / 10    | Estável |
|                         | Bloco de Esquerda                               | 13 747  | 5,79 / 100,00   | 6,12  | 0 / 10    | 1       |
|                         | Partido Comunista dos Trabalhadores Portugueses | 3 393   | 1,43 / 100,00   | 0,05  | 0 / 10    | Estável |
|                         | Outros                                          | 8 149   | 3,43 / 100,0    |       | 0 / 10    |         |
| Votos inválidos         | Votos inválidos                                 | 10 562  | 4,45 / 100,00   | 1,1   |           |         |
| Total                   | Total                                           | 237 332 | 100,00 / 100,00 |       | 10 / 10   |         |
| Eleitorado/Participação | Eleitorado/Participação                         | 402 597 | 58,95 / 100,0   | 2,08  |           |         |

### Setúbal
| Partidos                | Partidos                                        | Votos   | %               | +/-  | Deputados | +/-     |
| ----------------------- | ----------------------------------------------- | ------- | --------------- | ---- | --------- | ------- |
|                         | Partido Socialista                              | 114 358 | 27,14 / 100,00  | 6,86 | 5 / 17    | 2       |
|                         | Partido Social Democrata                        | 105 965 | 25,15 / 100,00  | 8,76 | 5 / 17    | 2       |
|                         | CDU – Coligação Democrática Unitária            | 82 816  | 19,65 / 100,00  | 0,42 | 4 / 17    | Estável |
|                         | CDS – Partido Popular                           | 50 660  | 12,02 / 100,00  | 2,87 | 2 / 17    | 1       |
|                         | Bloco de Esquerda                               | 29 620  | 7,03 / 100,00   | 6,99 | 1 / 17    | 1       |
|                         | Partido pelos Animais e pela Natureza           | 6 197   | 1,47 / 100,00   | Novo | 0 / 17    | Novo    |
|                         | Partido Comunista dos Trabalhadores Portugueses | 6 109   | 1,45 / 100,00   | 0,12 | 0 / 17    | Estável |
|                         | Outros                                          | 9 102   | 2,16 / 100,00   |      | 0 / 17    |         |
| Votos inválidos         | Votos inválidos                                 | 16 560  | 3,93 / 100,00   | 0,74 |           |         |
| Total                   | Total                                           | 421 387 | 100,00 / 100,00 |      | 17 / 17   |         |
| Eleitorado/Participação | Eleitorado/Participação                         | 712 133 | 59,17 / 100,00  | 0,84 |           |         |

### Viana do Castelo
| Partidos                | Partidos                                        | Votos   | %               | +/-   | Deputados | +/-     |
| ----------------------- | ----------------------------------------------- | ------- | --------------- | ----- | --------- | ------- |
|                         | Partido Social Democrata                        | 58 806  | 43,59 / 100,00  | 12,26 | 3 / 6     | 1       |
|                         | Partido Socialista                              | 35 319  | 26,18 / 100,00  | 10,08 | 2 / 6     | 1       |
|                         | CDS – Partido Popular                           | 18 129  | 13,44 / 100,00  | 0,16  | 1 / 6     | Estável |
|                         | CDU – Coligação Democrática Unitária            | 6 645   | 4,93 / 100,00   | 0,74  | 0 / 6     | Estável |
|                         | Bloco de Esquerda                               | 5 925   | 4,39 / 100,00   | 4,16  | 0 / 6     | Estável |
|                         | Partido Comunista dos Trabalhadores Portugueses | 1 471   | 1,09 / 100,00   | 0,25  | 0 / 6     | Estável |
|                         | Outros                                          | 2 863   | 2,13 / 100,00   |       | 0 / 6     |         |
| Votos inválidos         | Votos inválidos                                 | 5 744   | 4,26 / 100,00   | 1,43  |           |         |
| Total                   | Total                                           | 134 902 | 100,00 / 100,00 |       | 6 / 6     |         |
| Eleitorado/Participação | Eleitorado/Participação                         | 257 155 | 52,46 / 100,00  | 2,87  |           |         |

### Vila Real
| Partidos                | Partidos                             | Votos   | %               | +/-   | Deputados | +/-     |
| ----------------------- | ------------------------------------ | ------- | --------------- | ----- | --------- | ------- |
|                         | Partido Social Democrata             | 61 462  | 51,41 / 100,00  | 10,31 | 3 / 5     | Estável |
|                         | Partido Socialista                   | 34 814  | 29,12 / 100,00  | 6,93  | 2 / 5     | Estável |
|                         | CDS – Partido Popular                | 10 373  | 8,68 / 100,00   | 1,41  | 0 / 5     | Estável |
|                         | CDU – Coligação Democrática Unitária | 3 662   | 3,06 / 100,00   | 0,20  | 0 / 5     | Estável |
|                         | Bloco de Esquerda                    | 2 801   | 2,34 / 100,00   | 3,16  | 0 / 5     | Estável |
|                         | Outros                               | 2 923   | 2,44 / 100,0    |       | 0 / 5     |         |
| Votos inválidos         | Votos inválidos                      | 3 514   | 2,94 / 100,00   | 0,29  |           |         |
| Total                   | Total                                | 119 549 | 100,00 / 100,00 |       | 5 / 5     |         |
| Eleitorado/Participação | Eleitorado/Participação              | 235 558 | 50,75 / 100,00  | 2,79  |           |         |

### Viseu
| Partidos                | Partidos                             | Votos   | %               | +/-   | Deputados | +/-     |
| ----------------------- | ------------------------------------ | ------- | --------------- | ----- | --------- | ------- |
|                         | Partido Social Democrata             | 98 098  | 48,38 / 100,00  | 10,91 | 5 / 9     | 1       |
|                         | Partido Socialista                   | 54 107  | 26,69 / 100,00  | 8,02  | 3 / 9     | 1       |
|                         | CDS – Partido Popular                | 25 090  | 12,37 / 100,00  | 1,04  | 1 / 9     | Estável |
|                         | CDU – Coligação Democrática Unitária | 5 816   | 2,87 / 100,00   | 0,01  | 0 / 9     | Estável |
|                         | Bloco de Esquerda                    | 5 786   | 2,85 / 100,00   | 3,64  | 0 / 9     | Estável |
|                         | Outros                               | 5 654   | 2,80 / 100,00   |       | 0 / 9     |         |
| Votos inválidos         | Votos inválidos                      | 8 203   | 4,04 / 100,00   | 0,70  |           |         |
| Total                   | Total                                | 202 754 | 100,00 / 100,00 |       | 9 / 9     |         |
| Eleitorado/Participação | Eleitorado/Participação              | 379 142 | 53,48 / 100,00  | 2,90  |           |         |

### Europa
| Partidos                | Partidos                              | Votos  | %               | +/-  | Deputados | +/-     |
| ----------------------- | ------------------------------------- | ------ | --------------- | ---- | --------- | ------- |
|                         | Partido Socialista                    | 7 204  | 40,16 / 100,00  | 2,86 | 1 / 2     | Estável |
|                         | Partido Social Democrata              | 5 311  | 29,61 / 100,00  | 5,95 | 1 / 2     | Estável |
|                         | CDS – Partido Popular                 | 993    | 5,54 / 100,00   | 0,86 | 0 / 2     | Estável |
|                         | CDU – Coligação Democrática Unitária  | 803    | 4,48 / 100,00   | 0,12 | 0 / 2     | Estável |
|                         | Bloco de Esquerda                     | 602    | 3,37 / 100,00   | 1,36 | 0 / 2     | Estável |
|                         | Partido pelos Animais e pela Natureza | 192    | 1,07 / 100,00   | Novo | 0 / 2     | Novo    |
|                         | Outros                                | 512    | 2,86 / 100,00   |      | 0 / 2     |         |
| Votos inválidos         | Votos inválidos                       | 2 322  | 12,95 / 100,00  | 3,55 |           |         |
| Total                   | Total                                 | 17 939 | 100,00 / 100,00 |      | 2 / 2     |         |
| Eleitorado/Participação | Eleitorado/Participação               | 75 053 | 23,90 / 100,00  | 0,77 |           |         |

### Fora da Europa
| Partidos                | Partidos                 | Votos   | %               | +/-  | Deputados | +/-     |
| ----------------------- | ------------------------ | ------- | --------------- | ---- | --------- | ------- |
|                         | Partido Social Democrata | 8 323   | 55,05 / 100,00  | 0,57 | 2 / 2     | Estável |
|                         | Partido Socialista       | 2 714   | 17,95 / 100,00  | 4,09 | 0 / 2     | Estável |
|                         | CDS – Partido Popular    | 615     | 4,07 / 100,00   | 0,92 | 0 / 2     | Estável |
|                         | Bloco de Esquerda        | 165     | 1,09 / 100,00   | 0,95 | 0 / 2     | Estável |
|                         | Outros                   | 668     | 4,41 / 100,00   |      | 0 / 2     |         |
| Votos inválidos         | Votos inválidos          | 2 635   | 17,42 / 100,00  | 4,17 |           |         |
| Total                   | Total                    | 15 120  | 100,00 / 100,00 |      | 2 / 2     |         |
| Eleitorado/Participação | Eleitorado/Participação  | 120 056 | 12,59 / 100,00  | 3,39 |           |         |

| Eleições legislativas portuguesas de 2011 Distritos: Aveiro \| Beja \| Braga \| Bragança \| Castelo Branco \| Coimbra \| Évora \| Faro \| Guarda \| Leiria \| Lisboa \| Portalegre \| Porto \| Santarém \| Setúbal \| Viana do Castelo \| Vila Real \| Viseu \| Açores \| Madeira \| Estrangeiro |

## Orçamentos dos partidos
| Partido ou coligação | Partido ou coligação | Orçamento previsto (€) |
| -------------------- | -------------------- | ---------------------- |
|                      | PS                   | 2 200 000              |
|                      | PPD/PSD              | 1 990 000              |
|                      | PCP-PEV              | 995 000                |
|                      | B.E.                 | 704 809                |
|                      | CDS–PP               | 700 000                |
|                      | PCTP/MRPP            | 80 000                 |
|                      | PDA                  | 40 000                 |
|                      | MPT                  | 20 000                 |
|                      | PPM                  | 18 000                 |
|                      | MEP                  | 10 000                 |
|                      | PND                  | 9 980                  |
|                      | PAN                  | 9 000                  |
|                      | P.H.                 | 5 000                  |
|                      | PPV                  | 2 000                  |
|                      | POUS                 | 1 950                  |
|                      | P.N.R.               | 1 700                  |
|                      | PTP                  | N/A                    |
| Total                | Total                | 6 787 439              |

A tabela seguinte mostra os orçamentos previstos de despesas, de igual valor das receitas, apresentados pelos partidos para a campanha das eleições legislativas de 2011, entregues em abril de 2011 à Entidade das Contas e Financiamentos Políticos (órgão do Tribunal Constitucional). O PCTP/MRPP (50 000 €) e o PND (4 990 €) foram os únicos partidos sem assento parlamentar a incluírem no orçamento previsto a subvenção para a campanha eleitoral, mas teriam de conseguir eleger pelo menos um deputado para ter direito a essa subvenção.